# 19. Juli
Der 19. Juli ist der 200. Tag des gregorianischen Kalenders (der 201. in Schaltjahren), somit bleiben 165 Tage bis zum Jahresende.

## Ereignisse

### Politik und Weltgeschehen

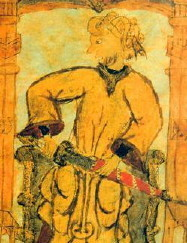
711: Tāriq ibn Ziyād

- 0711: Im Zuge der islamischen Expansion kommt es zur mehrtägigen Schlacht am Río Guadalete zwischen den Arabern und Berbern unter Tāriq ibn Ziyād und den Westgoten unter König Roderich. Die Niederlage der Westgoten ermöglicht den Arabern die Eroberung der Iberischen Halbinsel.
- 0939: Christlichen Truppen unter Ramiro II. von León gelingt in der Schlacht von Simancas ein größerer Sieg über das muslimische Heer des Kalifen Abd ar-Rahman III.
- 1195: In der Schlacht bei Alarcos in Spanien besiegen die Almohaden unter Yaʿqūb al-Mansūr ein von König Alfonso VIII. ausgesandtes Heer Kastiliens. Es ist der letzte große Erfolg der Mauren über die christlichen Reiche.
- 1333: In der Schlacht bei Halidon Hill während der Schottischen Unabhängigkeitskriege siegen die Engländer unter König Eduard III. dank des Einsatzes von Langbogenschützen ohne große eigene Verluste.
- 1510: In Berlin werden die Todesurteile im Berliner Hostienschänderprozess vollstreckt. 39 Juden und ein christlicher Händler werden auf dem Scheiterhaufen verbrannt, 2 Juden werden getauft und dann geköpft, 60 müssen das Land verlassen.
- 1525: Katholische Landesherren in Norddeutschland bilden den Dessauer Bund. Sie wollen entschlossen Aufständen und der Weiterverbreitung der Lehre Martin Luthers entgegentreten.

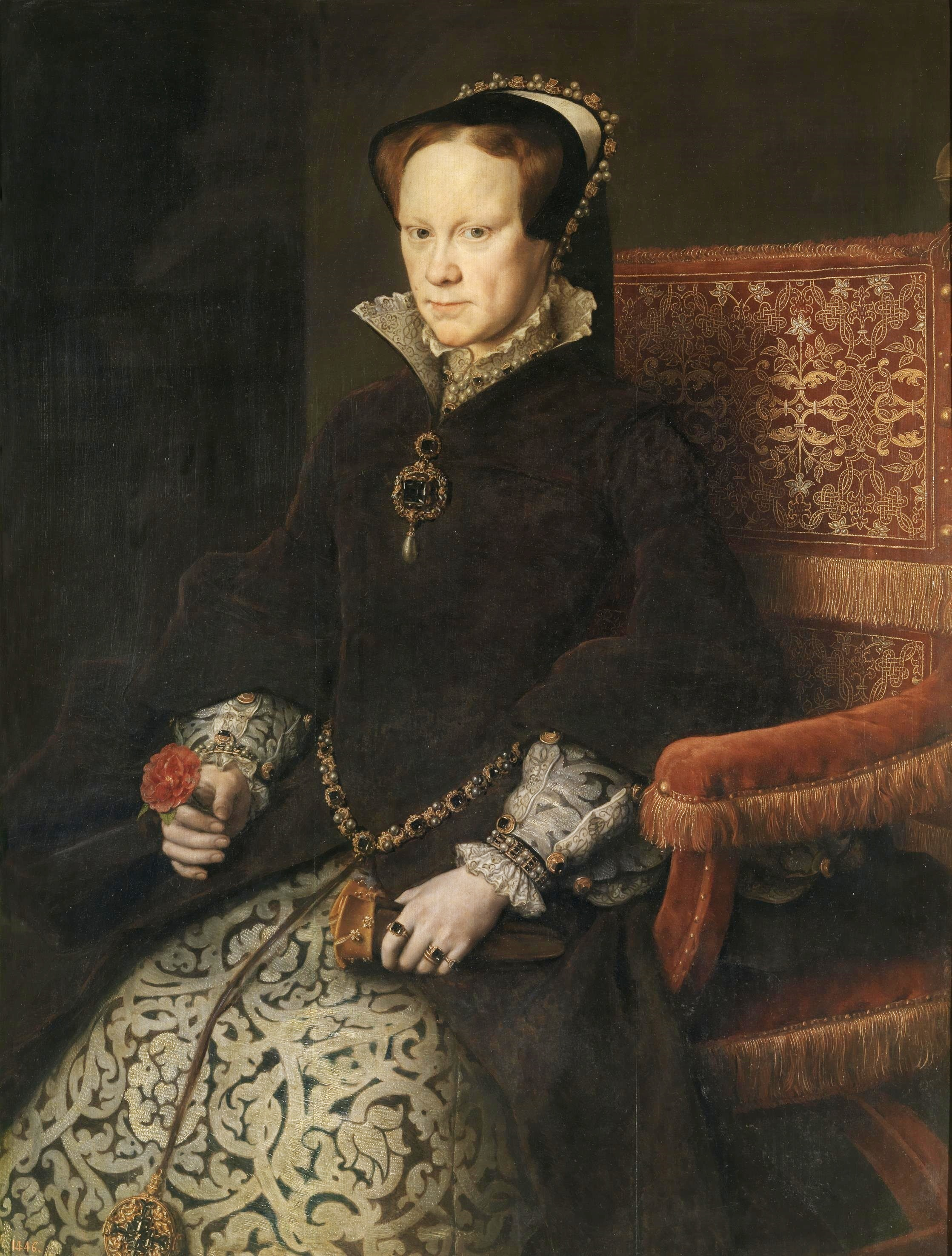
1553: Maria I.

- 1553: Jane Grey wird nach wenigen Tagen auf dem Thron abgesetzt und Maria I. zur neuen Königin von England proklamiert.
- 1572: Im Alter von zehn Jahren besteigt Wanli als dreizehnter Kaiser der Ming-Dynastie den Drachenthron.
- 1572: Die Dordrechter Ständeversammlung wählt Wilhelm von Oranien zum Statthalter der Niederlande. Der Affront gegenüber Spanien verschärft den Achtzigjährigen Krieg.
- 1629: Mit einer Flotte angelangte Engländer erobern den von Franzosen besiedelten Ort Québec im heutigen Kanada, der jedoch am 29. März 1632 im Vertrag von Saint-Germain-en-Laye wieder zurückgegeben werden muss.
- 1701: Während des Großen Nordischen Krieges erringt die schwedische Armee in der Schlacht an der Düna einen Sieg über ihre sächsisch-russischen Gegner und erzwingt damit den strategisch wichtigen Übergang über den Fluss.
- 1702: In der Schlacht bei Klissow während des Großen Nordischen Krieges gelingt es den schwedischen Truppen Karls XII., einen sicher geglaubten Sieg der sächsisch-polnischen Armee von August dem Starken zu kippen und die sächsische Armee zum Rückzug über den Fluss Nida zu zwingen.

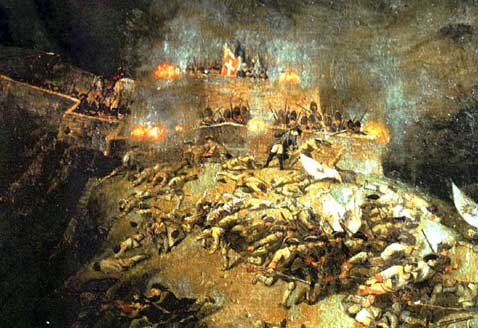
1747: Schlacht auf dem Assietta

- 1747: In der Schlacht auf dem Assietta im Österreichischen Erbfolgekrieg geben französische Truppen ihren Angriff auf eine von verbündeten Einheiten aus Sardinien-Piemont und Österreich gehaltene Bergstellung nach fünf Stunden und starken Verlusten auf.
- 1790: In der Seeschlacht bei Kertsch wehrt eine russische Flotte, begünstigt durch die Windverhältnisse, das Anlanden osmanischer Invasionseinheiten auf der Krim ab. Die osmanische Flotte zieht sich am Abend erfolglos zurück.

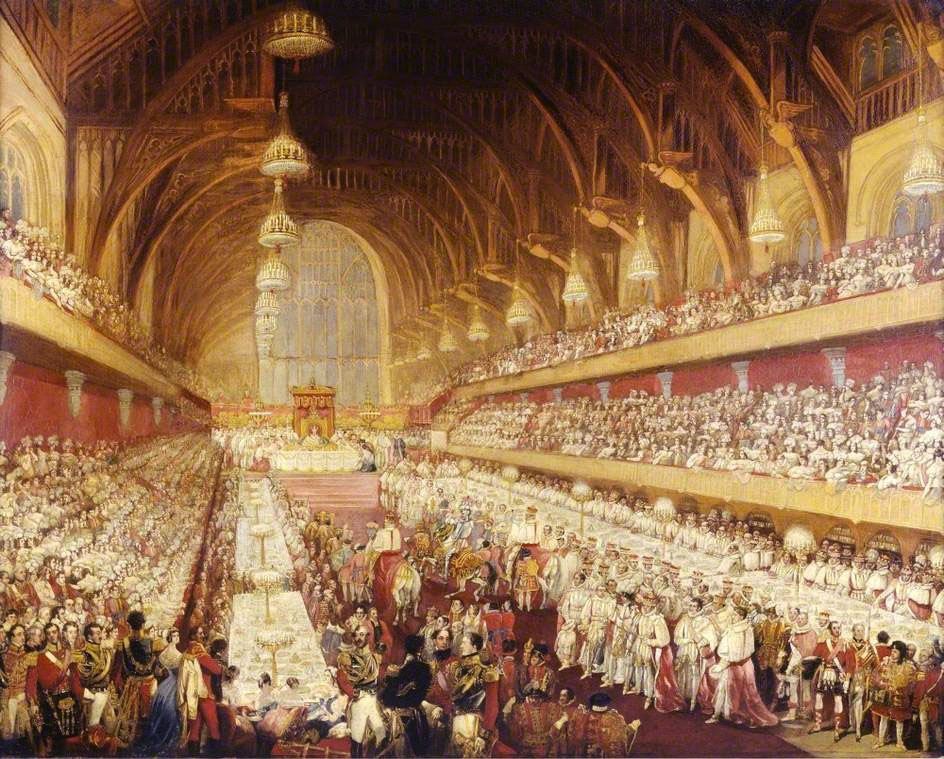
1821: Das Krönungsbankett Georgs IV.

- 1821: Georg IV. wird in London zum britischen König gekrönt. Sein Krönungsbankett in Westminster Hall ist das letzte in der Geschichte der britischen Monarchie.
- 1836: In der Schweiz kommt die Conseil-Affäre nach einem Auslieferungsbegehren des französischen Botschafters ins Rollen.
- 1848: In Seneca Falls, New York, wird die erste Frauenrechtskonferenz abgehalten. Dies gilt als eine Geburtsstunde der Frauenbewegung.
- 1864: Die Rückeroberung Tianjings, der Hauptstadt des 1851 ausgerufenen Taiping-Reichs, durch Truppen der Kaiserlichen unter Zeng Guofan beendet den Taiping-Aufstand im Kaiserreich China.

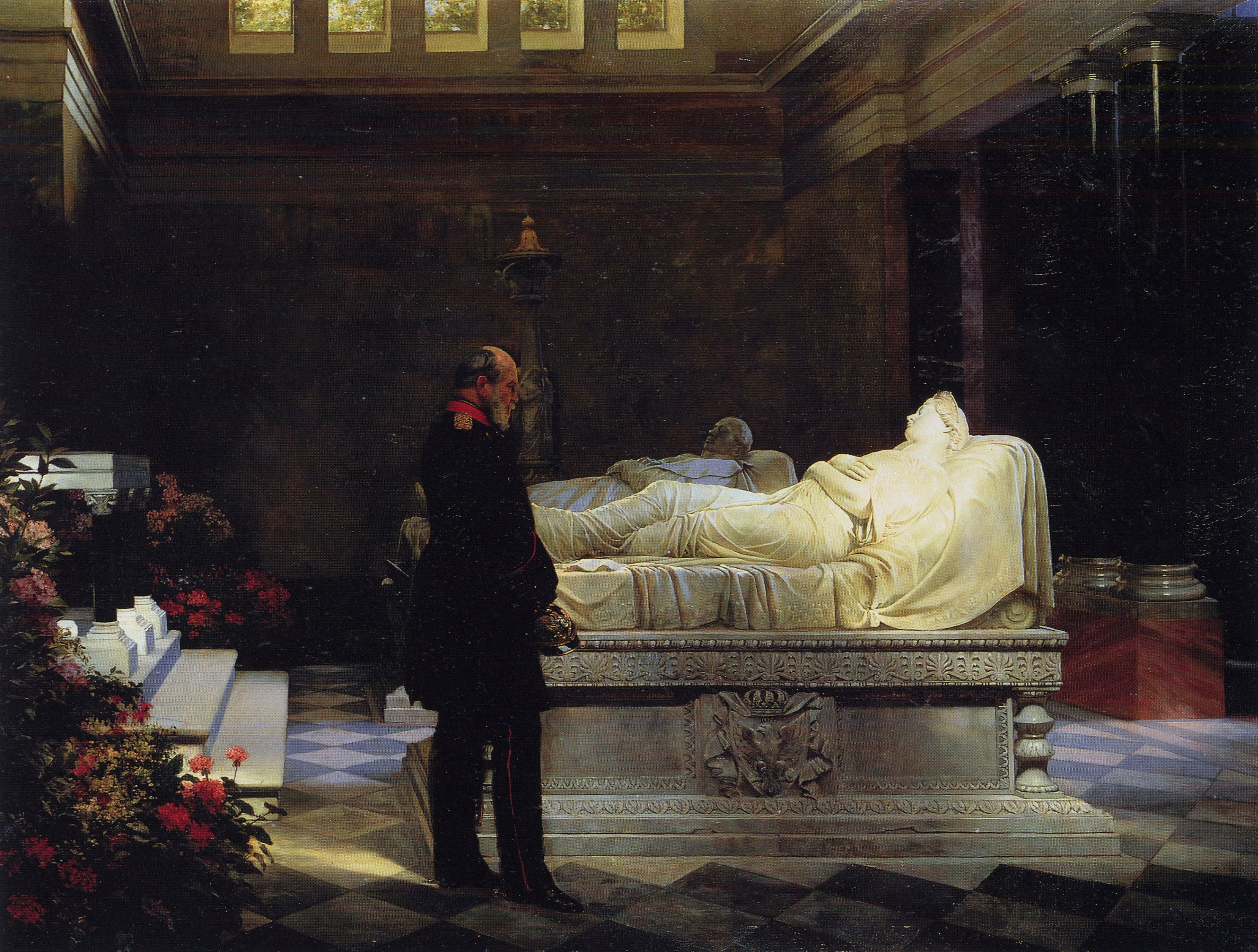
1870: Besuch König Wilhelms I. am Grab seiner Mutter

- 1870: Mit der Kriegserklärung Frankreichs an Preußen beginnt der Deutsch-Französische Krieg.
- 1896: In der Entscheidung Plessy v. Ferguson entscheidet der Oberste Gerichtshof der Vereinigten Staaten, dass die Rassentrennung zulässig sei, wenn die Einrichtungen separate but equal, also für Weiße und Schwarze gleichwertig seien. Es handelt sich um eine typische Jim-Crow-Entscheidung nach der Zeit der Reconstruction.
- 1902: Der Bundesrat beschließt, in der Schweiz die neuen deutschen Rechtschreibregeln zu übernehmen.
- 1911: Im Deutschen Reich wird die Reichsversicherungsordnung verabschiedet. Sie ist lange Zeit ein Grundwerk der Sozialgesetzgebung.
- 1916: An der Westfront beginnt die alliierte Offensive bei Fromelles, die innerhalb weniger Tage am Widerstand bayerischer Reservetruppen scheitert und als blutigste Schlacht in der Geschichte der australischen Streitkräfte gilt.

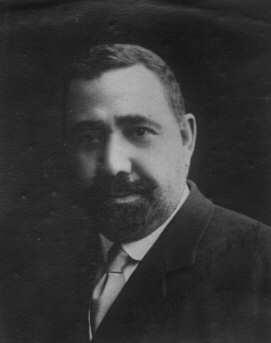
1920: António Granjo

- 1920: António Joaquim Granjo wird Ministerpräsident Portugals. Er ist bereits der sechste Premierminister des Jahres. Sein Vorgänger António Maria da Silva war nur rund drei Wochen im Amt.
- 1936: Während des Spanischen Bürgerkriegs beginnen die Belagerung von Gijón und die Belagerung von Oviedo.
- 1940: Nach dem Sieg über Frankreich ernennt Hitler 12 seiner Generäle zu Generalfeldmarschällen.
- 1940: Im Seegefecht bei Kap Spada, einem der ersten nach dem Kriegseintritt Italiens, wird die Regina Marina geschlagen und der Leichte Kreuzer »Bartolomeo Colleoni« versenkt.
- 1949: Der Französisch-Laotische Vertrag, der Laos das Recht eines unabhängigen Mitglieds innerhalb der Union française gibt, wird unterzeichnet.
- 1950: Deutschland und das Saarland werden offiziell Mitglieder des Europarates.
- 1956: Jugoslawiens Präsident Josip Broz Tito, Ägyptens Präsident Gamal Abdel Nasser und Indiens Premierminister Jawaharlal Nehru unterzeichnen die Erklärung von Brioni, nach der Bandung-Konferenz die zweite wichtige Initialzündung für die Bewegung der Blockfreien Staaten.
- 1961: Die Bizerte-Krise bricht aus, als Tunesier die französische Militärbasis blockieren. Nach viertägigen Kampfhandlungen in und um Bizerte endet die Auseinandersetzung zwischen Tunesien und Frankreich unter UN-Vermittlung.
- 1979: Nach dem Sturz des Diktators Somoza im Zuge der Nicaraguanischen Revolution übernehmen die Sandinisten die Macht.
- 1980: Aus Protest gegen den sowjetischen Einmarsch in Afghanistan boykottieren zahlreiche Staaten die in Moskau beginnenden Olympischen Sommerspiele.
- 1987: Bei den Parlamentswahlen in Portugal gelingt es den konservativen Sozialdemokraten von Ministerpräsident Aníbal Cavaco Silva als erster Partei in der Geschichte der Dritten Republik, eine absolute Mehrheit zu erringen.
- 1988: In der Regierungszeit von Premierminister Mir Hossein Mussawi beginnen für den Zeitraum von fünf Monaten Massenhinrichtungen politischer Gefangener im Iran. Die Mehrheit der Hingerichteten sind Mitglieder der Volksmudschahedin.
- 1989: Der bisherige Staatsratsvorsitzende Wojciech Jaruzelski wird mit einer Stimme Mehrheit zum polnischen Staatspräsidenten gewählt. Die Opposition hat ihn in einer Kompromisslösung akzeptiert.

### Wirtschaft
- 1695: In England erscheint die weltweit erste Heiratsannonce in der Wochenzeitung A collection for improvement of husbandry and trade („Eine Sammlung für den Fortschritt in Landwirtschaft und Handel“).

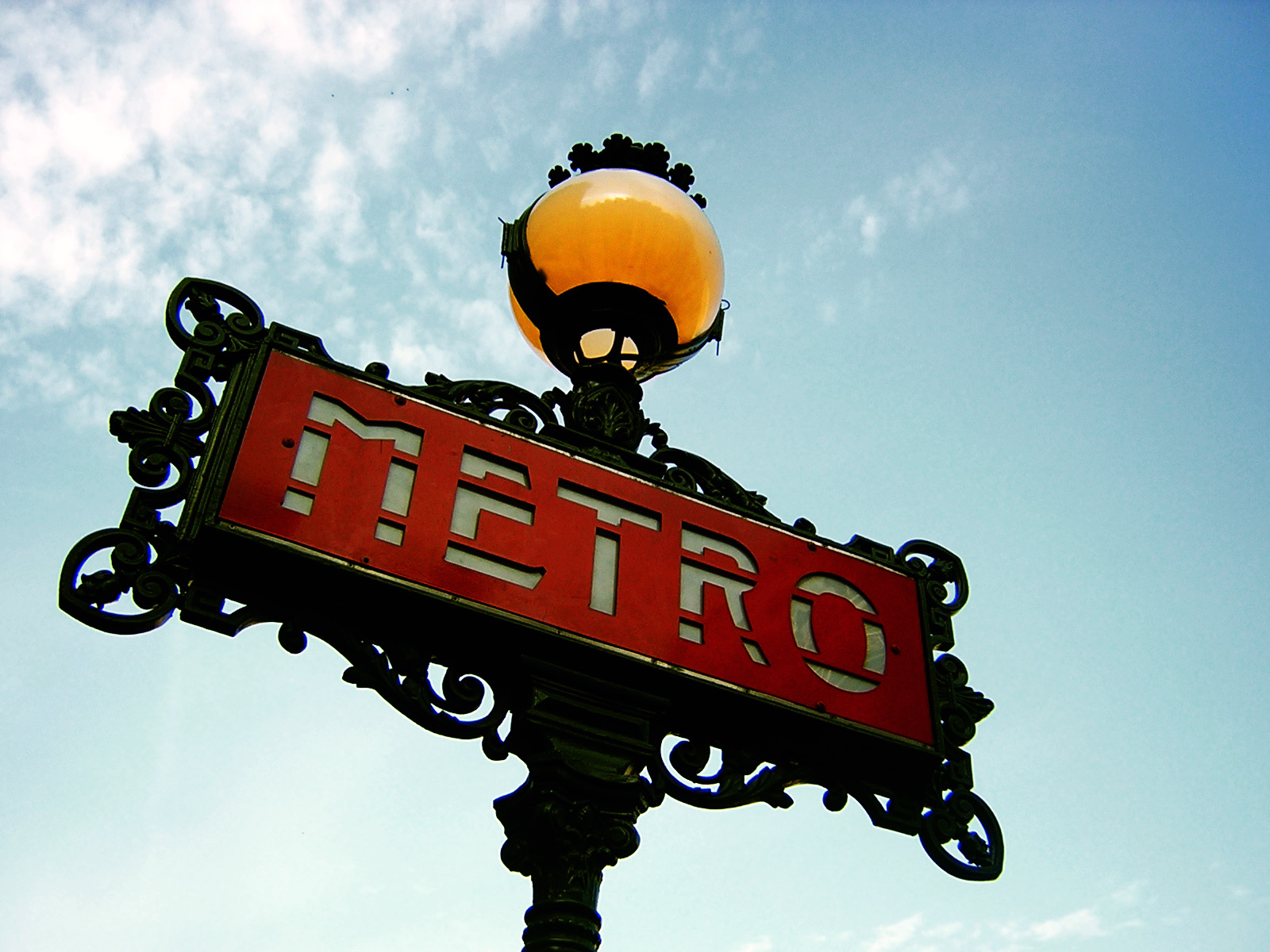
1900: Métro-Schild in Paris

- 1900: Die Métro Paris wird eingeweiht.
- 1971: In New York City wird der Südturm des ursprünglichen World Trade Center (1973–2001) fertiggestellt.

### Wissenschaft und Technik
- 1906: Der aus Brasilien stammende Flugpionier Alberto Santos Dumont startet erstmals, noch unterstützt durch sein Luftschiff Nr. 14, mit dem Motorflugzeug 14-bis.
- 1912: Die dänischen Polarforscher Ejnar Mikkelsen und Iver Iversen werden nach zwei unfreiwilligen Überwinterungen in Nordostgrönland vom norwegischen Robbenfänger Sjöblomsten gerettet.
- 1957: Im Rahmen der Operation Plumbbob starten die USA die erste mit einem Nuklearsprengkopf ausgestattete Luft-Luft-Rakete.
- 1965: Der Mont-Blanc-Tunnel, mit 11,6 km bei Betriebsaufnahme der längste Straßentunnel der Welt, wird eröffnet.
- 1980: Die Krk-Brücke, die das kroatische Festland mit der Insel Krk verbindet, wird eröffnet.
- 1983: Die erste dreidimensionale Rekonstruktion eines Schädels in einem Computertomographen wird publiziert.
- 2003: Ein Ärzteteam des Wiener Allgemeinen Krankenhauses verpflanzt weltweit zum ersten Mal die Zunge eines Menschen.
- 2024: Weltweit fallen tausende Computersysteme aufgrund eines fehlerhaften Updates der Firma Crowdstrike aus.

### Kultur
- 1838: Die Uraufführung der Oper Falstaff von Michael William Balfe findet in London statt.
- 1875: Die Oper La falce („Die Sichel“) von Alfredo Catalani wird in Mailand uraufgeführt.
- 1937: In München wird die nationalsozialistische Propagandaausstellung Entartete Kunst eröffnet.
- 1954: Elvis Presleys erste Single That’s All Right wird veröffentlicht.
- 1988: Das Bruce-Springsteen-Konzert in Ost-Berlin findet statt. Es ist das größte Konzert in der Geschichte der DDR.

### Gesellschaft
- 1889: Die dänische Seiltänzerin Elvira Madigan und der bereits verheiratete schwedische Leutnant Sixten Sparre gehen als Liebespaar gemeinsam in den Tod.
- 1992: Der italienische Richter Paolo Borsellino, ein engagierter Kämpfer gegen die Mafia, stirbt bei der Explosion einer Autobombe in Palermo. Mit ihm kommen fünf Begleiter aus seiner Eskorte ums Leben, nur einer überlebt die Gewalttat.
- 2005: Der gemeinnützige Verein Aktion Tagwerk veranstaltet in drei Bundesländern die Kampagne „Dein Tag für Afrika“: Rheinland-Pfalz, Hessen und das Saarland nehmen an der Kampagne teil. Rheinland-Pfalz nimmt bereits zum dritten Mal teil, Hessen und das Saarland zum ersten Mal. 63.400 Jugendliche aus 268 Schulen nehmen an der Kampagne teil und helfen so ihren Altersgenossen in Afrika.

### Religion

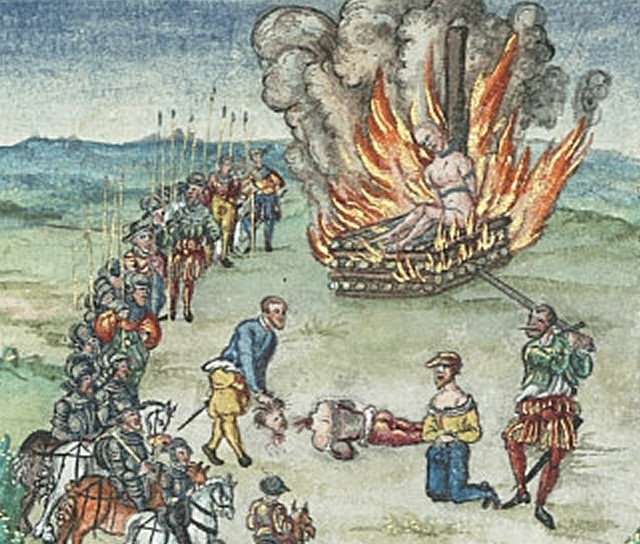
1476: Hans Böhm auf dem Scheiterhaufen

- 1476: Der Viehhirte und Prediger Hans Böhm wird in Würzburg als Ketzer auf dem Scheiterhaufen verbrannt.
- 1950: Der Zentralrat der Juden in Deutschland wird gegründet.
- 1967: Gegen den Willen des serbischen Patriarchats erklärt sich die Mazedonisch-Orthodoxe Kirche für eigenständig.

### Katastrophen
- 0064: In Rom wütet ein Großbrand, der mehrere Tage anhält und drei Stadtteile komplett in Asche legt. Kaiser Nero beschuldigt später die Christen, den  großen Brand gelegt zu haben und veranlasst zahlreiche  Hinrichtungen.

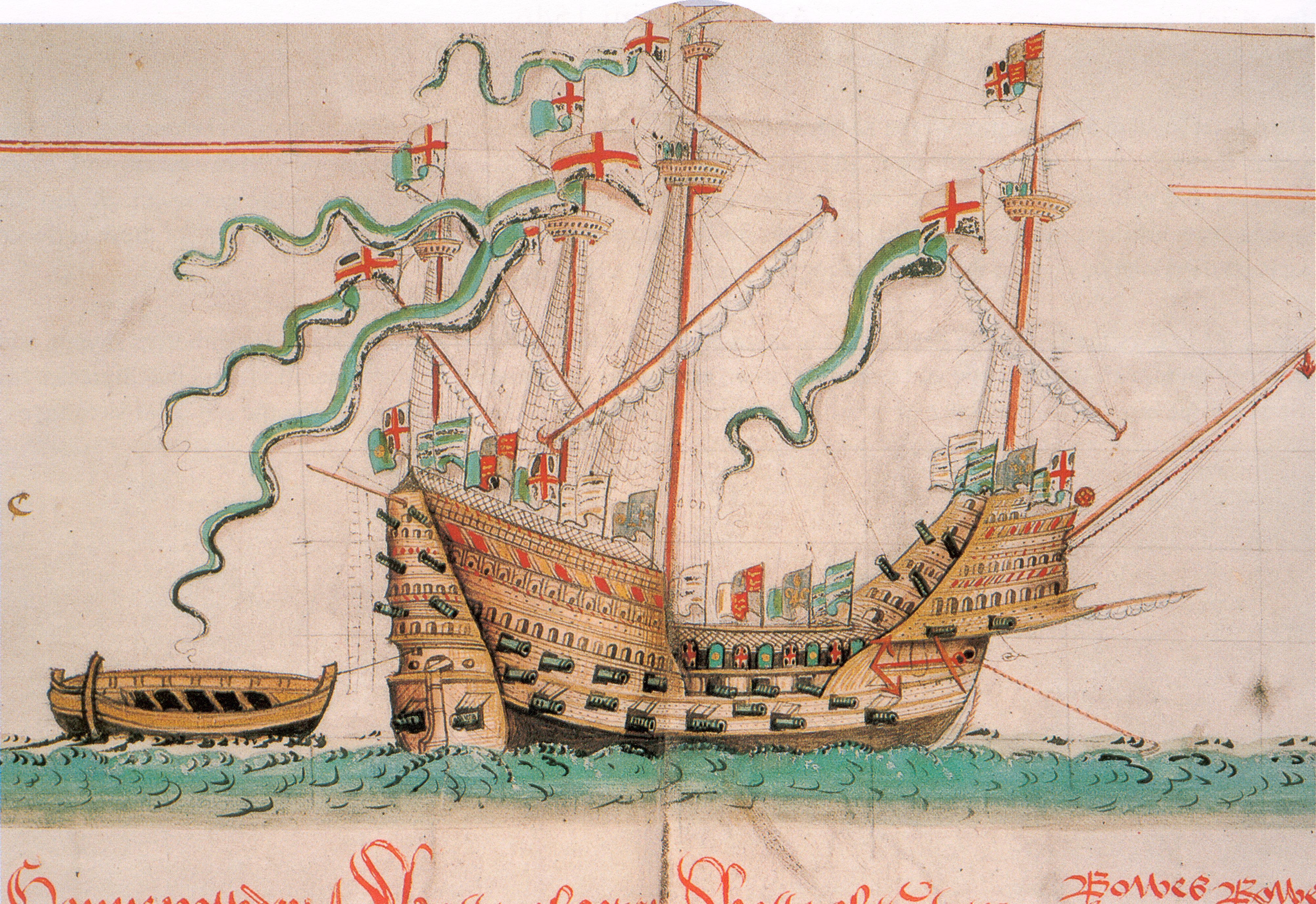
1545: Mary Rose

- 1545: Während der Seeschlacht im Solent geht, mutmaßlich bei einem Wendemanöver, das englische Kriegsschiff Mary Rose vor Portsmouth unter. Mindestens 470 Seeleute sterben.
- 1974: Bei einer Explosion in der Chemiefabrik Záluží der CHZ ČSSP sterben 17 Menschen, 124 werden verletzt.
- 1979: Der Zusammenstoß der beiden Tanker Atlantic Empress und Aegean Captain vor der Insel Tobago löst eine Ölverschmutzung durch auslaufendes Rohöl aus. Bei der mit einem ausbrechenden Brand verbundenen Kollision sterben 29 Seeleute.
- 1985: Bei Tesero im Val di Stava in Trentino, Italien bricht der Absetzdamm eines Bergwerks und verursacht eine Flutwelle, die 268 Todesopfer fordert.
- 1989: Eine McDonnell Douglas DC-10 der United Airlines stürzt während einer Notlandung wegen hydraulischer Probleme auf die Landebahn des Flughafens in Sioux City, Iowa. 111 Personen sterben, 185 überleben.
- 1994: Nur einen Tag nach der Bombenexplosion in Buenos Aires sterben in Panama 21 Menschen bei einem Anschlag auf ein Passagierflugzeug

Kleinere Unglücksfälle sind in den Unterartikeln von Katastrophe und in der Liste von Katastrophen aufgeführt.

### Natur und Umwelt
- 1912: Über der Stadt Holbrook (Arizona) zerbricht ein etwa 190 Kilogramm schwerer niedergehender Meteorit in Einzelteile.

### Sport
- 1903: Die erste Tour de France erreicht ihr Ziel in Paris. Erster Toursieger wird Maurice Garin.
- 1908: Jugendliche gründen den niederländischen Fußballverein Feyenoord Rotterdam.
- 1908: In London wird von acht nationalen Verbänden der internationale Schwimmverband Fédération Internationale de Natation (FINA) gegründet.

Olympische Ringe

- 1952: Die XV. Olympischen Sommerspiele in Helsinki werden eröffnet.
- 1980: Die XXII. Olympischen Sommerspiele in Moskau werden eröffnet.
- 1996: Die XXVI. Olympischen Sommerspiele in Atlanta werden eröffnet.

Einträge von Leichtathletik-Weltrekorden befinden sich unter der jeweiligen Disziplin unter Leichtathletik.
Einträge zu Fußballweltmeisterschaftsspielen finden sich in den Unterseiten von Fußball-Weltmeisterschaft. Das Gleiche gilt für Fußball-Europameisterschaften.

## Geboren

### Vor dem 18. Jahrhundert

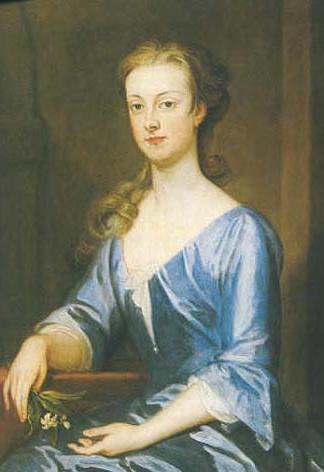
Henrietta Churchill, 2. Duchess of Marlborough (* 1681)

- 1165: Albert III. von Bogen, Graf von Bogen und Windberg
- 1514: Michael Toxites, deutscher Mediziner, Lehrer, Dichter und Herausgeber medizinischer und alchemistischer Schriften
- 1577: Johannes Oettinger, deutscher Geograf, Kartograf und Geodät
- 1612: Louis Ferdinand Elle der Ältere, französischer Maler
- 1640: Peter Müller, deutscher Rechtswissenschaftler
- 1649: Karl, Landgraf von Hessen-Wanfried
- 1675: Johann Christian Neupauer, Wiener Stadtrat, Stadtoberkämmerer
- 1681: Henrietta Churchill, 2. Duchess of Marlborough, britische Adelige
- 1688: Giuseppe Castiglione, italienischer Jesuit, Missionar und Maler in China
- 1692: Friedrich Wilhelm Kettler, Herzog von Kurland und Semgallen
- 1698: Johann Jakob Bodmer, Schweizer Professor für helvetische Geschichte und Politik

### 18. Jahrhundert
- 1701: Heinrich Giller, Schweizer Kaufmann und Mitglied der Herrnhuter Brüdergemeine
- 1706: Friedrich Wilhelm Adolph Biefer, deutscher Pietist
- 1719: Michael Gottlieb Agnethler, siebenbürger Naturwissenschaftler und Numismatiker
- 1739: Joseph Stanton, US-amerikanischer Politiker, Senator, Mitglied des Repräsentantenhauses
- 1743: Wladimir Grigorjewitsch Orlow, russischer Wissenschaftsmanager, Bruder von Grigori Orlow

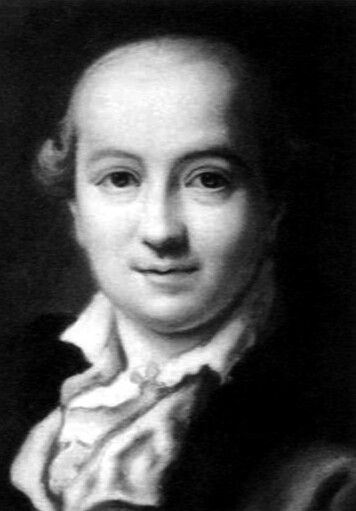
Heinrich Christian Boie (* 1744)

- 1744: Heinrich Christian Boie, deutscher evangelischer Theologe
- 1753: Richard Potts, US-amerikanischer Jurist und Politiker, Mitglied des Kontinentalkongresses, Senator
- 1759: Marianne Auenbrugger, österreichische Pianistin und Komponistin
- 1765: Johann Gottfried Hoffmann, deutscher Statistiker, Staatswissenschaftler und Nationalökonom
- 1766: Georg Scheiblein, römisch-katholischer Geistlicher
- 1775: Camillo Filippo Ludovico Borghese, Fürst zu Sulmona und Rossano
- 1775: Pascual Liñán, spanischer Offizier und Kammerherr
- 1786: Friedrich Wilhelm Käuffer, deutscher Jurist
- 1791: Balthasar Conrad Euler, deutscher Orgelbauer
- 1793: Wilhelm Amsinck, deutscher Jurist, Politiker und Hamburger Senatssyndikus
- 1795: Johann Karl Christoph Vogel, deutscher Theologe, Pädagoge und Lexikograf

1798: Christian Carl Theodor Ludwig Sethe, deutscher Jurist
- 1800: Juan José Flores, Staatspräsident von Ecuador

### 19. Jahrhundert

#### 1801–1850

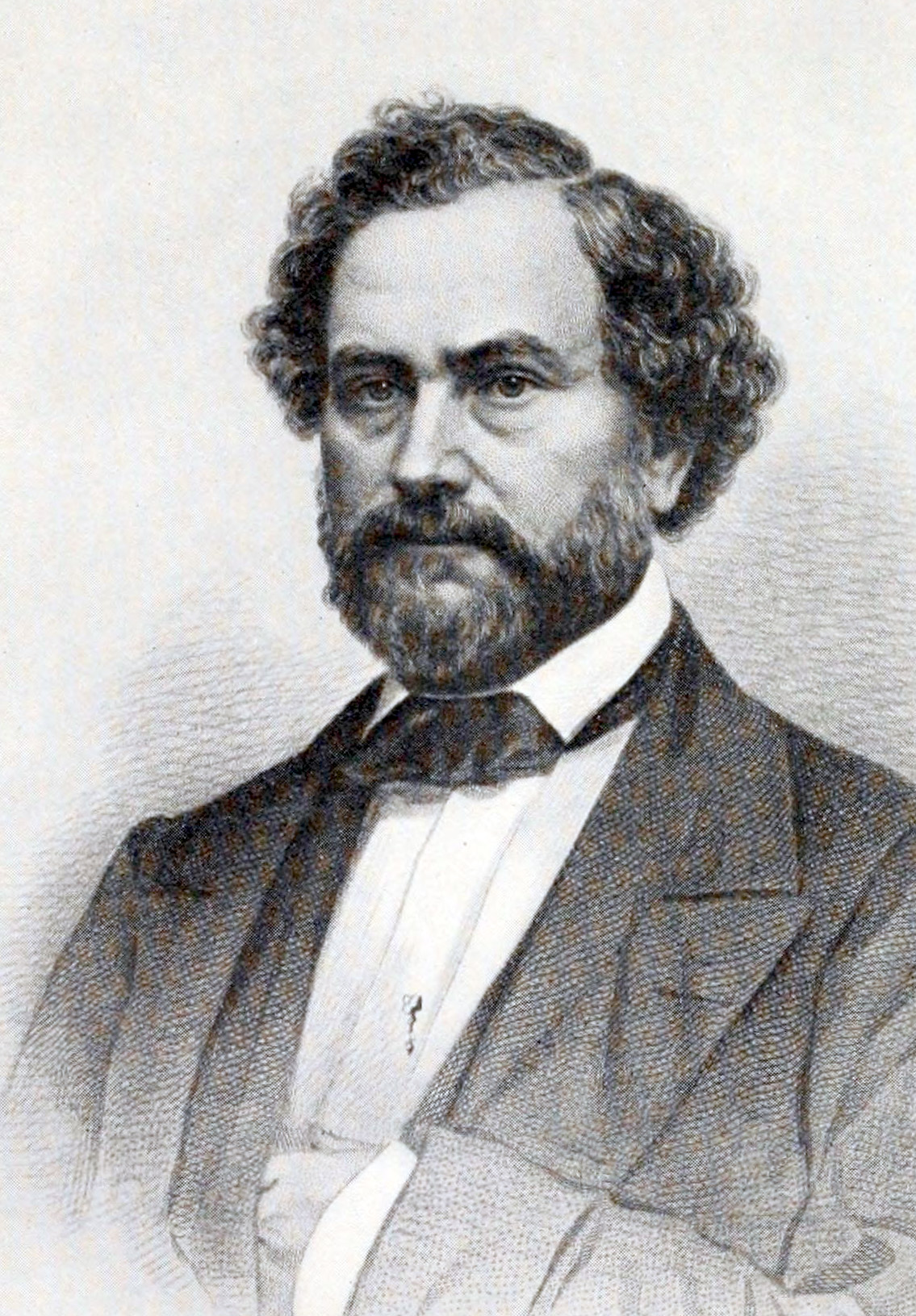
Samuel Colt (* 1814)

- 1803: Franz von Kobell, deutscher Mineraloge und Schriftsteller
- 1803: Lorenz Diefenbach, deutscher Schriftsteller und Sprachwissenschaftler
- 1806: Alexander Dallas Bache, US-amerikanischer Physiker
- 1807: Hermann Loew, deutscher Insektenforscher und Lehrer
- 1811: Lambert Massart, belgischer Violinist
- 1812: Thomas Samuel Ashe, US-amerikanischer Jurist und Politiker
- 1814: Samuel Colt, US-amerikanischer Erfinder der ersten funktionierenden Feuerwaffe mit Drehzylinder

Lucy Brown Rossetti (* 1843)

- 1814: Ludwig von Gablenz, österreichischer General der Kavallerie
- 1819: Gottfried Keller, Schweizer Schriftsteller und Dichter
- 1828: Adalbert von Bayern, Prinz von Bayern
- 1832: Jānis Līcis, lettischer Priester und orthodoxer Märtyrer
- 1834: Edgar Degas, französischer Maler und Bildhauer
- 1837: Gustav Augspurg, deutscher Rechtsanwalt und Politiker
- 1838: Joel Asaph Allen, US-amerikanischer Zoologe
- 1840: José Manuel Balmaceda, chilenischer Politiker
- 1843ː Lucy Madox Brown, englische Malerin und Schriftstellerin
- 1848: Cornelis Adrianus Pekelharing, niederländischer Mediziner
- 1849: François-Alphonse Aulard, französischer Historiker
- 1850: Ferdinand Schrey, deutscher Mitbegründer der Stenografie

#### 1851–1900

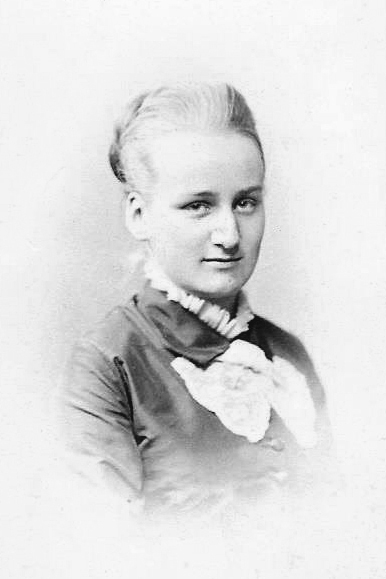
Elisabeth von Oertzen (* 1860)

- 1855: Ludwig Arntz, deutscher Architekt, Denkmalpfleger und Dombaumeister
- 1859: Carl Ludwig Schleich, deutscher Arzt und Schriftsteller
- 1860: Elisabeth von Oertzen, deutsche Schriftstellerin
- 1861: Heinrich van Eyken, deutscher Komponist und Musikpädagoge
- 1863: Johann Georg Arndt, deutscher Theologe

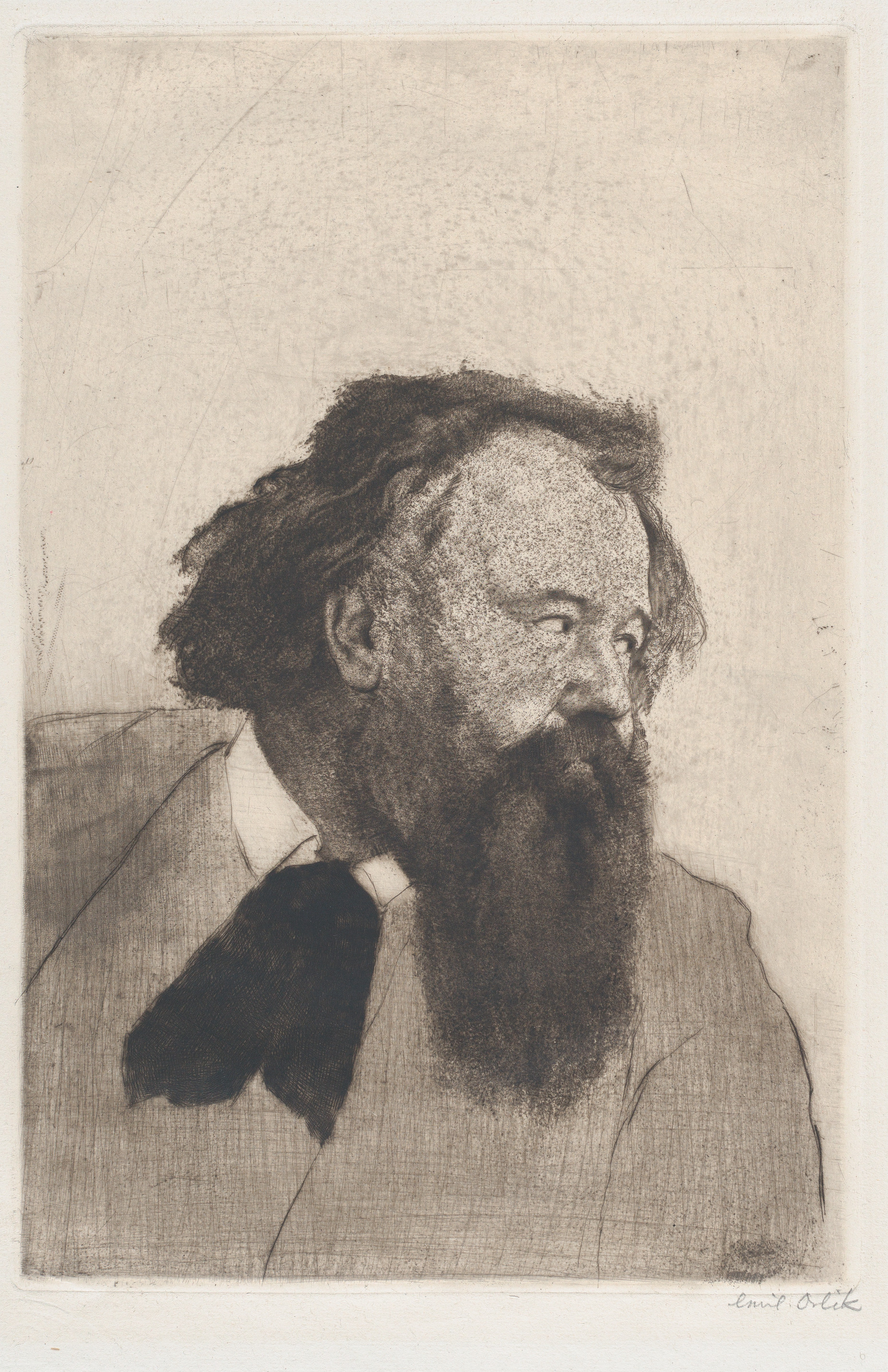
Hermann Bahr (* 1863)

- 1863: Hermann Bahr, österreichischer Schriftsteller, Dramatiker sowie Theater- und Literaturkritiker
- 1865: Charles Horace Mayo, US-amerikanischer Chirurg und Physiker
- 1867: Guido von Pogatschnigg, rumäniendeutscher Komponist, Kirchenmusiker und Musikpädagoge
- 1871: Johannes Wendland, preußischer evangelischer Geistlicher und Hochschullehrer
- 1872: Rudolph Laver, australisch-deutscher Elektrotechniker
- 1872: Arnold Zimmermann, Schweizer evangelischer Geistlicher und Heimatforscher
- 1874: Jörg Lanz von Liebenfels, österreichischer Geistlicher, Ariosoph und Hochstapler
- 1876: Ignaz Seipel, österreichischer Politiker, Theologe, Prälat und Bundeskanzler
- 1878: Charles-Victor Mauguin, französischer Professor für Mineralogie
- 1879: Ferenc Móra, ungarischer Schriftsteller
- 1881: Friedrich Dessauer, deutscher Radiologe, Physiker, Politiker, Unternehmer und Publizist, MdR
- 1883: Max Fleischer, US-amerikanischer Trickfilmzeichner

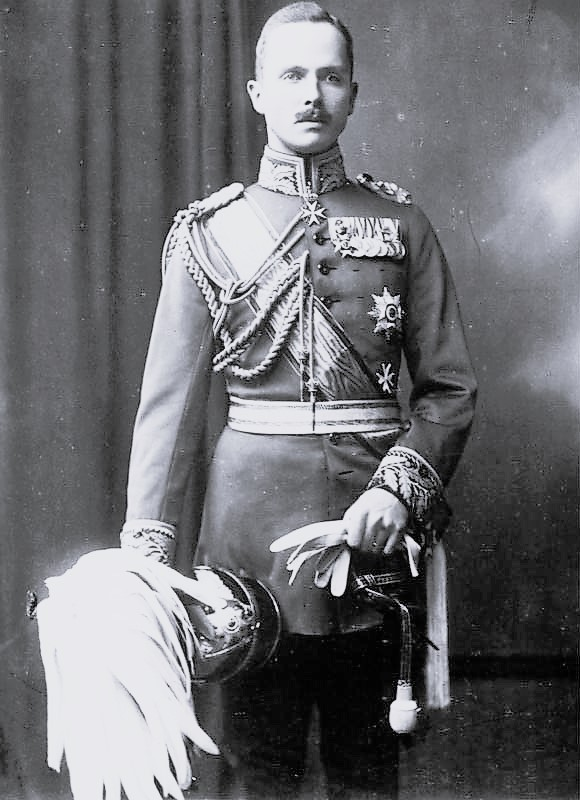
Carl Eduard (* 1884)

- 1884: Carl Eduard, letzter regierender Herzog von Sachsen-Coburg und Gotha
- 1886: Marthe Condat, französische Ärztin
- 1889: Naoum Blinder, russisch-amerikanischer Geiger und Musikpädagoge
- 1890: Georg II., König von Griechenland
- 1890: Peter Wiepert, deutscher Heimatforscher (Fehmarn) und Schriftsteller
- 1891ː Käthe Schulken, norddeutsche Pädagogin
- 1893: Wladimir Wladimirowitsch Majakowski, russischer Dichter
- 1893: Boris Rajewsky, deutscher Biophysiker und Strahlenforscher
- 1895: Xu Beihong, chinesischer Maler
- 1896: Archibald Joseph Cronin, britischer Arzt und Schriftsteller aus Schottland
- 1898: Herbert Marcuse, deutsch-US-amerikanischer Philosoph, Politologe und Soziologe
- 1898: Juan Bautista Plaza, venezolanischer Komponist
- 1900: Arno Breker, deutscher Bildhauer

### 20. Jahrhundert

#### 1901–1925
- 1901: Claude Aveline, französischer Schriftsteller
- 1901: Roger Hagnauer, französischer Lehrer und Pazifist
- 1903: Willi Multhaup, deutscher Fußballtrainer
- 1903: Maximilian Rott, deutscher Kaufmann und Schriftsteller
- 1905: Max Colpet, deutscher Lied-Texter
- 1905: Louis Kentner, ungarisch-britischer Pianist und Komponist
- 1905: Boyd Neel, englisch-kanadischer Dirigent und Musikpädagoge
- 1906: Hermann Bollnow, deutscher Historiker
- 1906: Fritz Corterier, deutscher Politiker, MdB
- 1906: Klaus Egge, norwegischer Komponist und Musikkritiker
- 1907: Günter Bialas, deutscher Komponist
- 1908: Aenne Michalsky, österreichische Opernsängerin
- 1909: Jenő Vécsey, ungarischer Komponist
- 1911: Jos Cillien, luxemburgischer Kunstturner
- 1912: Viktor Kühne, Schweizer Staatsbeamter
- 1912: Cornelis Soeteman, niederländischer Germanist
- 1913: Laure Gatet, französische Résistancekämpferin
- 1913: Ernst Scholz, Minister für Bauwesen in der DDR
- 1914: Ewald Bucher, deutscher Politiker und Bundesminister
- 1914: Josef Páleníček, tschechischer Pianist und Komponist
- 1916: Ildefonso Aroztegui, uruguayischer Architekt
- 1919: Robert Pinget, Schweizer Schriftsteller
- 1919: Miltos Sachtouris, griechischer Lyriker
- 1920: Émile Idée, französischer Radrennfahrer
- 1920: Heini Kaufeld, deutscher Volksschauspieler
- 1920: Robert Mann, US-amerikanischer Geiger, Dirigent, Komponist und Musikpädagoge
- 1921: Bertil Antonsson, schwedischer Ringer
- 1921: André Moynet, französischer Flieger im Zweiten Weltkrieg, Politiker und Automobilrennfahrer
- 1921: Rosalyn Sussman Yalow, US-amerikanische Nuklearmedizinerin, Nobelpreisträgerin
- 1921: Harold Camping, US-amerikanischer Radioprediger
- 1921: Laurence Mitchell, britischer Automobilrennfahrer

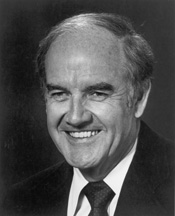
George McGovern (* 1922)

- 1922: George McGovern, US-amerikanischer Politiker, Präsidentschaftskandidat, Mitglied des Repräsentantenhauses, Senator für South Dakota
- 1922: Tuanku Jaafar, zehnter Wahlkönig von Malaysia
- 1923: Joseph Hansen, US-amerikanischer Schriftsteller
- 1924: Stanley K. Hathaway, US-amerikanischer Politiker, Gouverneur von Wyoming, Innenminister
- 1924: Pat Hingle, US-amerikanischer Schauspieler
- 1925: Otto Arosemena, Präsident von Ecuador
- 1925: Jean-Pierre Faye, französischer Schriftsteller und Philosoph

#### 1926–1950
- 1928: Werner Drexler, deutscher Pianist, Komponist und Orchesterleiter

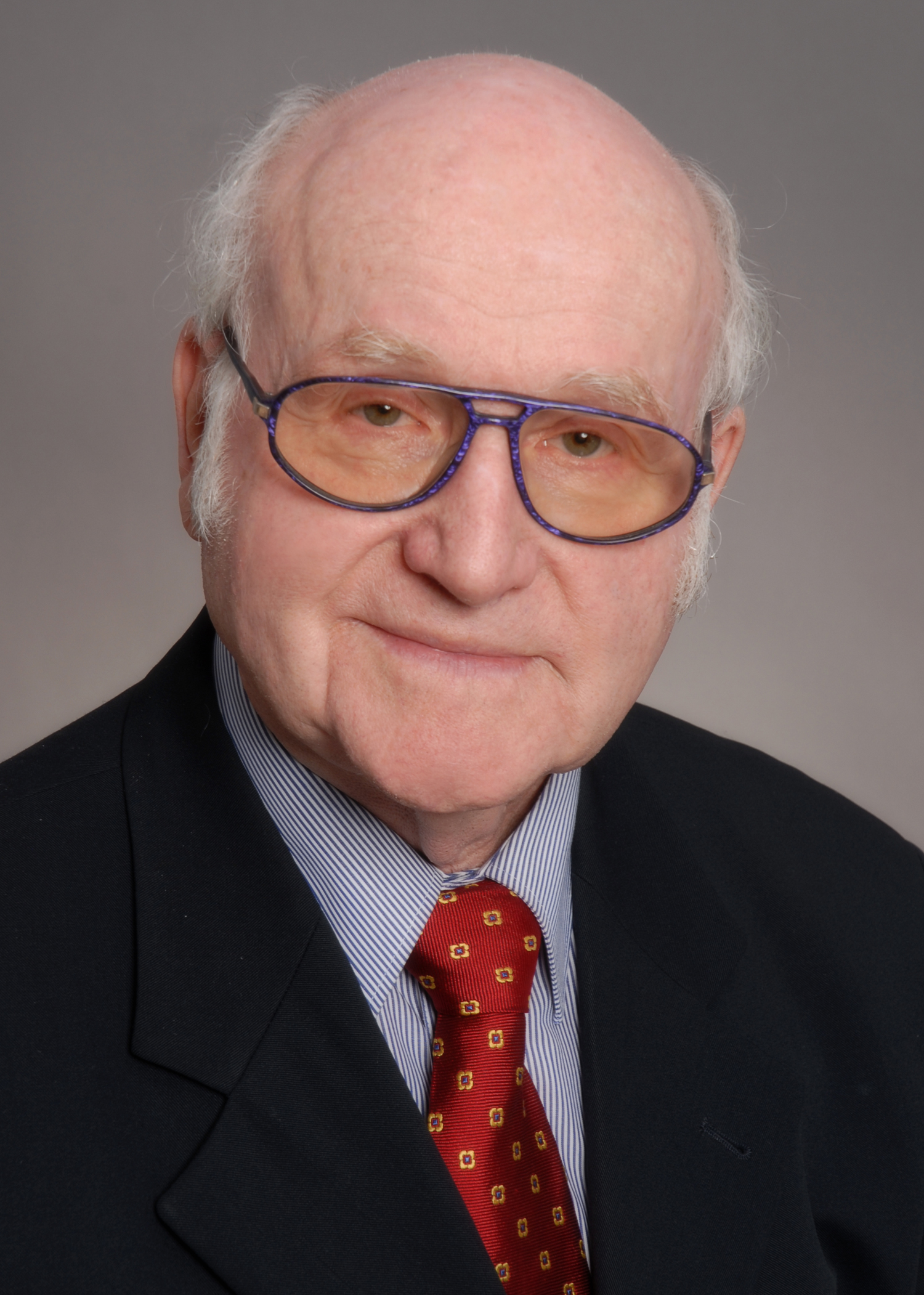
Martin Grüner (* 1929)

- 1929: Martin Grüner, deutscher Politiker
- 1931: Heinz Assmann, deutscher Politiker, MdB
- 1932: Robert Jasper Grootveld, niederländischer Erfinder, Happeningkünstler
- 1934: Francisco Sá Carneiro, portugiesischer Politiker
- 1934: Ulrich Mack, deutscher Fotograf
- 1935: Gerd Albrecht, deutscher Dirigent
- 1936: Wolfgang Böhm, deutscher Agrarwissenschaftler

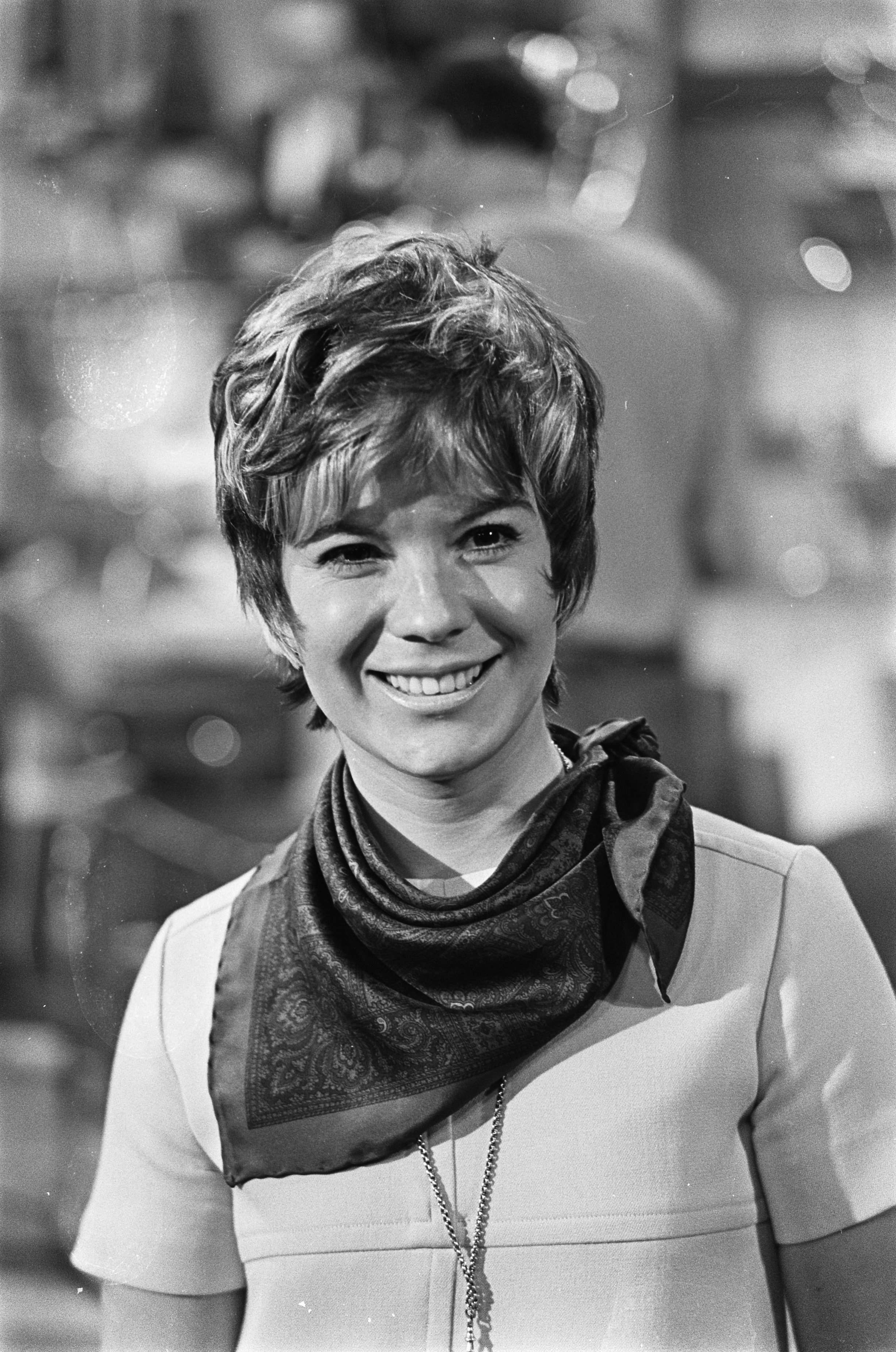
Vikki Carr (* 1941)

- 1936: Guy Reibel, französischer Komponist, Musikpädagoge und Chorleiter
- 1937: Thomas Ammer, deutscher Historiker und DDR-Oppositioneller
- 1937: George Hamilton IV., US-amerikanischer Country-Sänger
- 1938: Dom Moraes, indischer Schriftsteller, Poet und Journalist
- 1939: Rainer Artenfels, österreichischer Schauspieler und Theaterregisseur
- 1939: Ketil Hvoslef, norwegischer Komponist
- 1939: Wachtang Kikabidse, georgischer Filmschauspieler und Sänger
- 1939: Rainer Laufs, deutscher Mikrobiologe
- 1939: Volker Stoltz, deutscher Volkswirtschaftler
- 1940: Walentyn Bibik, ukrainisch-israelischer Komponist
- 1941: Vikki Carr, US-amerikanische Sängerin

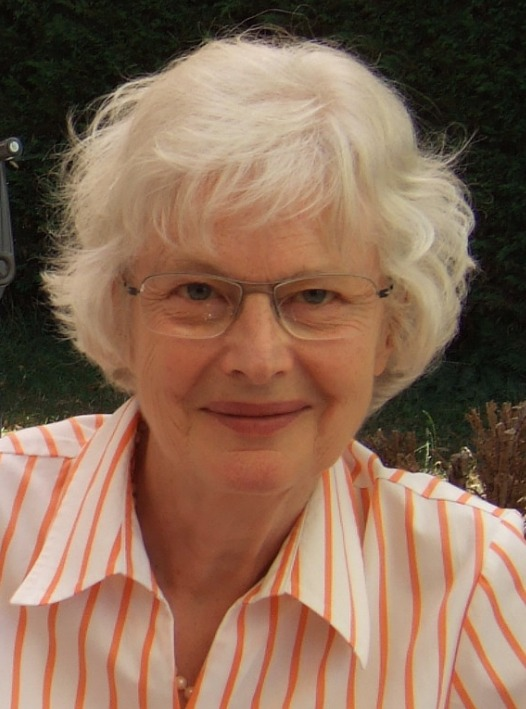
Édith Lejet (* 1941)

- 1941: Peter Franke, deutscher Schauspieler
- 1941: Neelie Kroes, niederländische Politikerin
- 1941: Édith Lejet, französische Komponistin
- 1941: Gerd Müller-Motzfeld, deutscher Entomologe, Ökologe und Professor
- 1942: Xago, deutscher Maler und Grafiker
- 1943: Thomas Sargent, US-amerikanischer Ökonom, Nobelpreisträger
- 1943: Ursula Seiler-Albring, deutsche Politikerin, MdB
- 1944: Didier Levallet, französischer Jazzkontrabassist und Bandleader
- 1945: Richard Henderson, britischer Struktur- und Molekularbiologe
- 1946: Monika Kampmann, deutsche Liedermacherin
- 1946: Ulli Martin, deutscher Schlagersänger

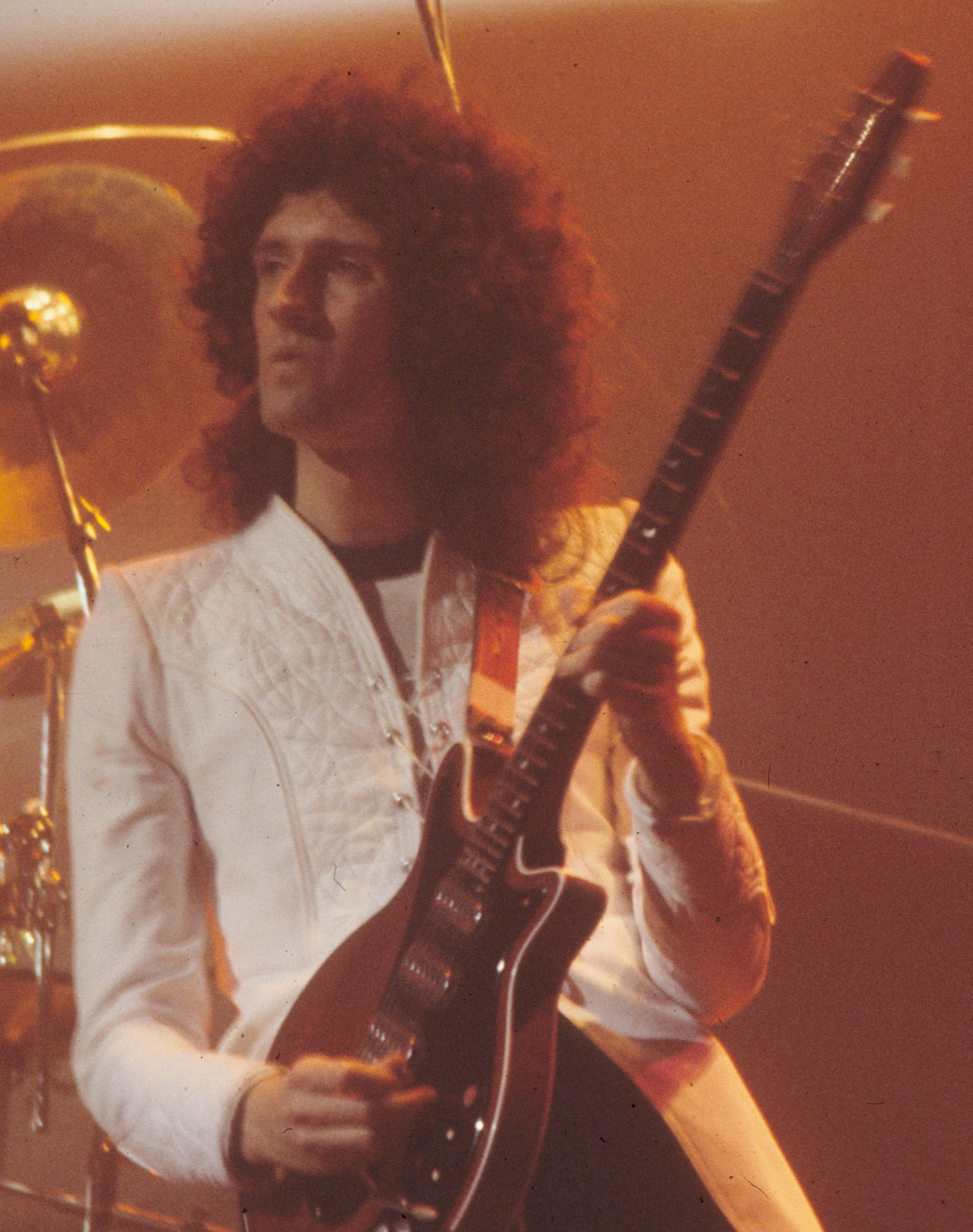
Brian May (* 1947)

- 1947: Tuulikki Koivunen Bylund, lutherische Bischöfin der Schwedischen Kirche
- 1947: Hans-Jürgen Kreische, deutscher Fußballspieler
- 1947: Bernie Leadon, US-amerikanischer Musiker
- 1947: Brian May, britischer Musiker (Queen)
- 1948: Atilio Ancheta, uruguayischer Fußballspieler
- 1948: Beverly Archer, US-amerikanische Schauspielerin und Drehbuchautorin
- 1948: Jürgen Kerth, deutscher Blues-Gitarrist und -Sänger
- 1948: Argentina Menis, rumänische Leichtathletin
- 1949: Maren Kroymann, deutsche Schauspielerin und Kabarettistin, LGBT-Aktivistin
- 1949: Kgalema Motlanthe, südafrikanischer Politiker
- 1950: Per-Kristian Foss, norwegischer Politiker

#### 1951–1975
- 1951: Monika Baumgartner, deutsche Schauspielerin
- 1951: Abel Ferrara, US-amerikanischer Regisseur
- 1952: Harald Aumeier, deutscher Fußballspieler
- 1952: Winfried Hermann, deutscher Politiker, MdB
- 1952: Dominic Muldowney, britischer Komponist
- 1952: Hans-Georg Panczak, deutscher Schauspieler und Synchronsprecher
- 1953: René Houseman, argentinischer Fußballspieler
- 1953: Silvia Siefert, deutsche Handballspielerin
- 1954: Rexhep Çeliku, albanischer Choreograf und Volkstänzer
- 1954: Liviu Dănceanu, rumänischer Komponist
- 1954: Günter Helmes, deutscher Literatur- und Medienwissenschaftler
- 1954: Michael Wüstenberg, deutscher Geistlicher und Missionar
- 1955: Aleksander Korecki, polnischer Saxophonist, Klarinettist, Komponist und Textdichter
- 1955: Bruno Lafranchi, Schweizer Langstreckenläufer

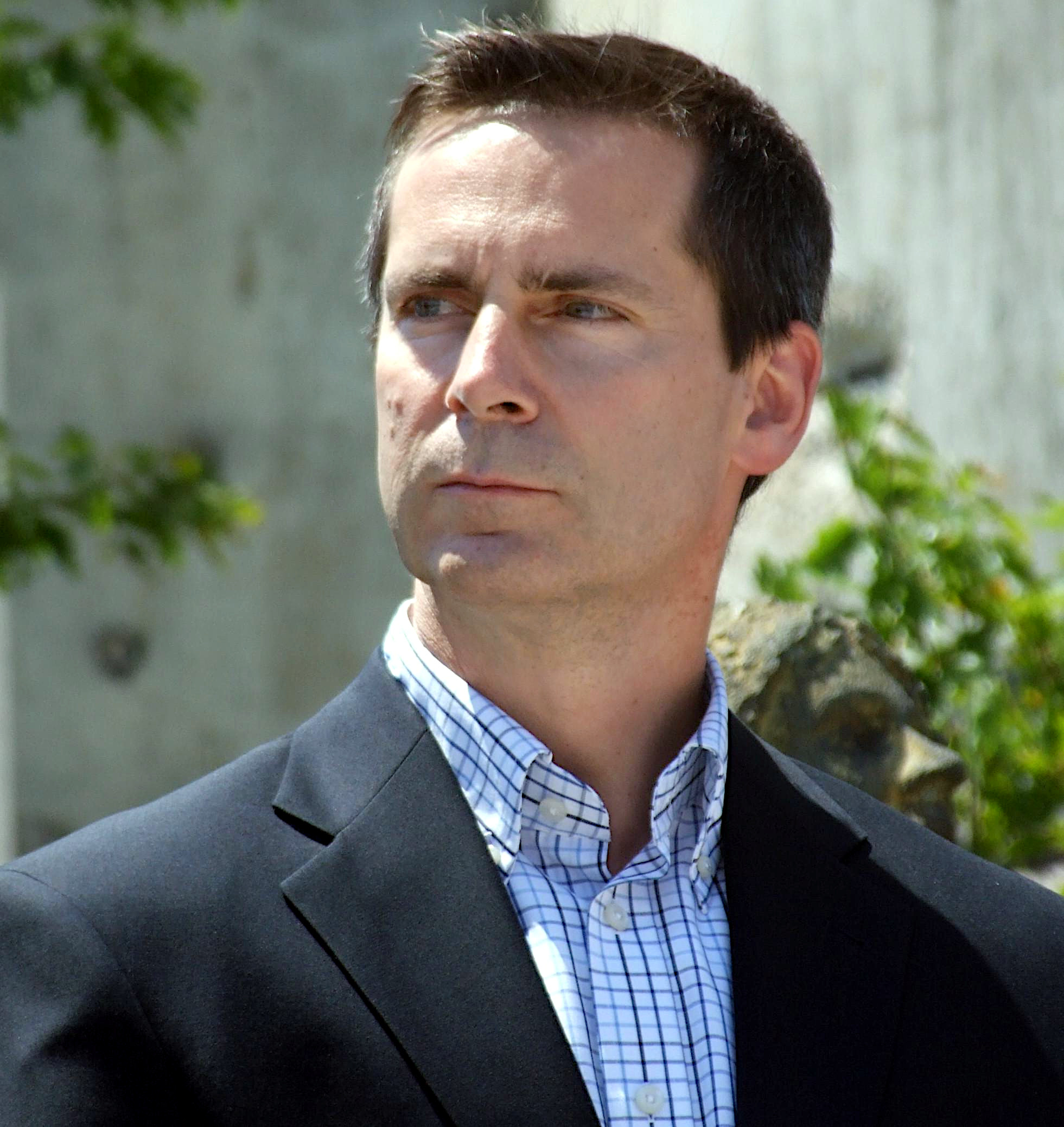
Dalton McGuinty (* 1955)

- 1955: Dalton McGuinty, kanadischer Politiker
- 1956: Nikki Sudden, britischer Musiker
- 1956: Juliane Werding, deutsche Sängerin und Texterin
- 1957: Hermann Scheuringer, österreichischer Germanist
- 1957: Bruce Darnell, US-amerikanischer Choreograf und Model
- 1957: Tô Lâm, vietnamesischer Politiker
- 1958: Hans-Ola Ericsson, schwedischer Organist und Komponist
- 1959: Wolfgang Amann, deutscher Politiker
- 1959: Juan José Campanella, argentinischer Filmregisseur und Drehbuchautor
- 1959: Jud Logan, US-amerikanischer Hammerwerfer
- 1960: Atom Egoyan, kanadisch-armenischer Regisseur

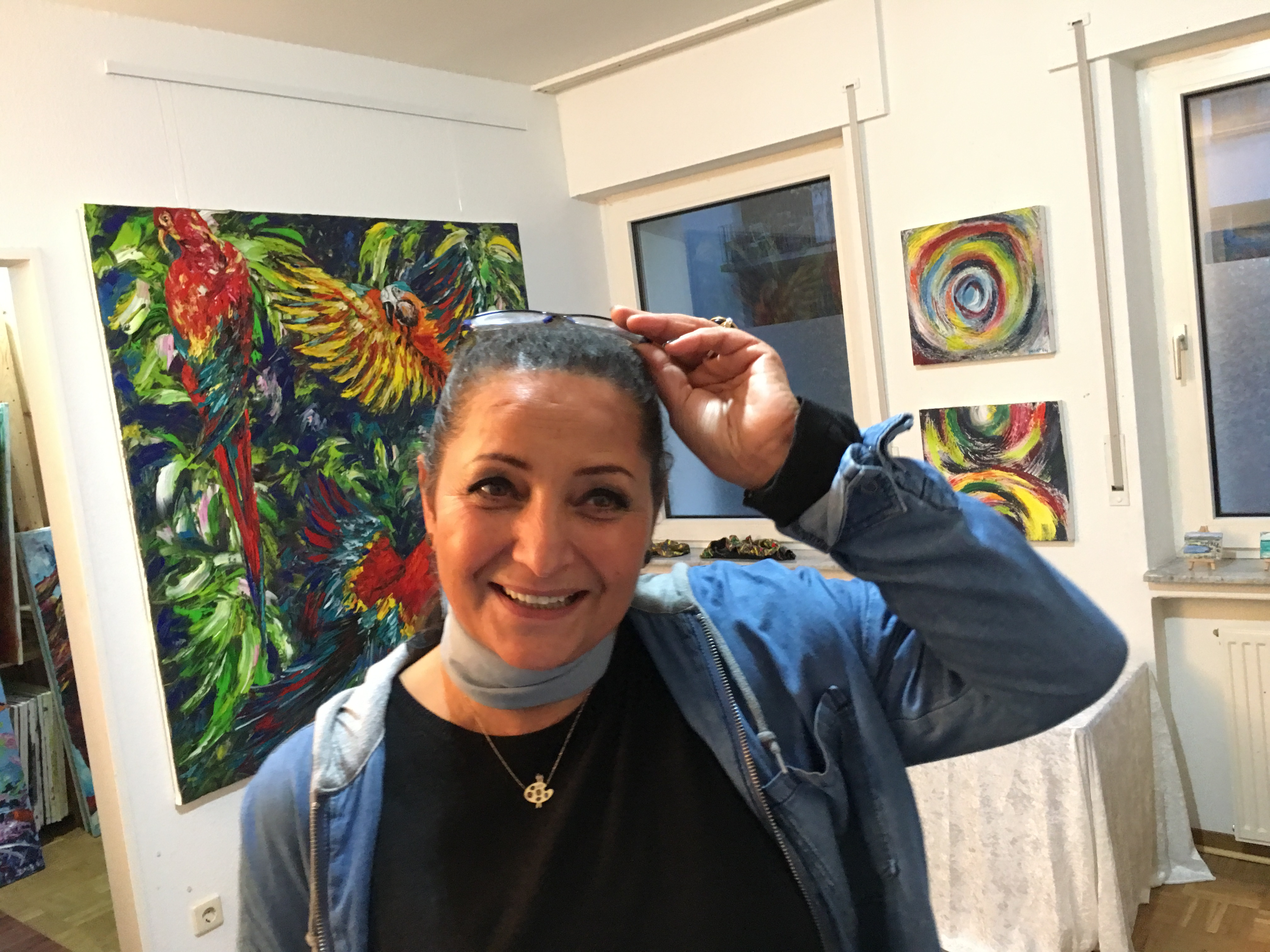
Serap Riedel (* 1960)

- 1960: Serap Riedel, deutsch-türkische Malerin
- 1960: Caterina Vertova, italienische Schauspielerin
- 1961: Niall Mackenzie, britischer Motorradrennfahrer
- 1961: Hideo Nakata, japanischer Filmproduzent und Regisseur
- 1961: Ursula Heller, deutsche Fernsehjournalistin
- 1962: Anthony Edwards, US-amerikanischer Schauspieler
- 1962: Griet von Petersdorff, deutsche Fernsehjournalistin
- 1963: Bettina Kupfer, deutsche Schauspielerin
- 1964: Jacky Avril, französischer Kanute
- 1964: Nicolas Fiszman, belgischer Musikproduzent, Fusion- und Jazzmusiker
- 1964: Eddy Hartono, indonesischer Badmintonspieler
- 1964: Rohan Heath, britischer Keyboarder
- 1964: Uwe Kollmannsperger, deutscher Fußballspieler

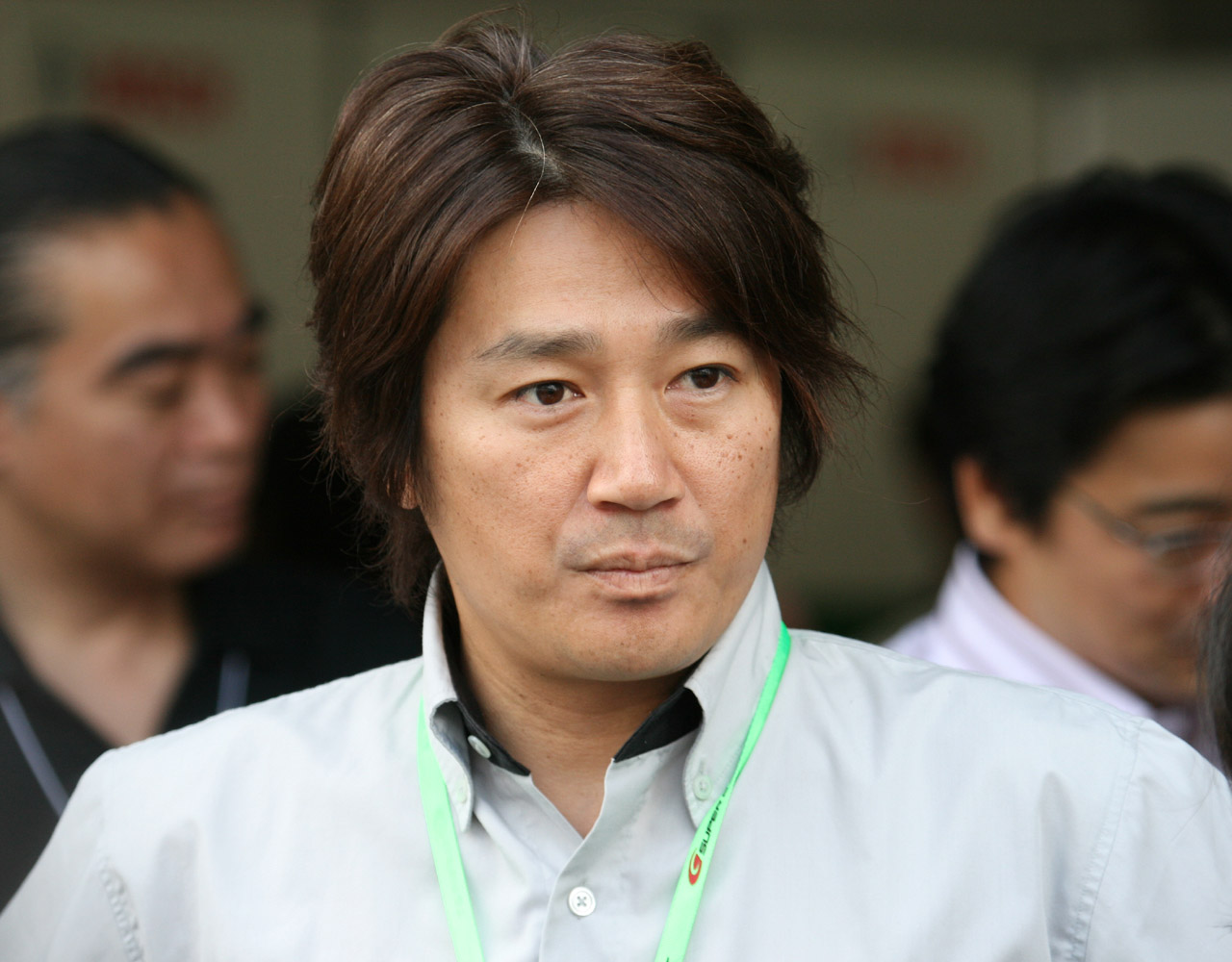
Masahiko Kondō (* 1964)

- 1964: Masahiko Kondō, japanischer Sänger, Schauspieler und Automobilrennfahrer
- 1964: Christine Novaković, italienische Bankmanagerin
- 1964: Mauro Ribeiro, brasilianischer Radrennfahrer
- 1964: Dragan Šolak, serbisch-maltesischer Unternehmer und Medienmogul

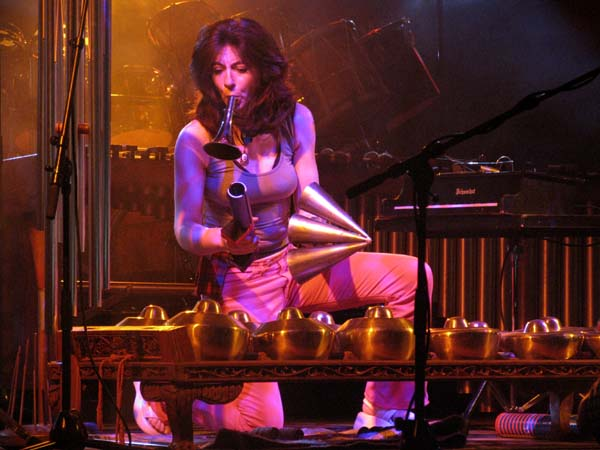
Evelyn Glennie (* 1965)

- 1965: Evelyn Glennie, britische Schlagzeugerin und Komponistin
- 1965: Martin Heidingsfelder, deutscher Diplom-Kaufmann, Mitgründer von VroniPlag Wiki
- 1965: Claus-Dieter Wollitz, deutscher Fußballspieler und -trainer
- 1966: Maik Handschke, deutscher Handballspieler und -trainer
- 1967: Yaël Abecassis, israelische Schauspielerin
- 1967: Steffen Heidrich, deutscher Fußballspieler
- 1967: Wladimir Kaminer, deutscher Schriftsteller und Kolumnist russisch-jüdischer Herkunft
- 1967: Merle Kröger, deutsche Schriftstellerin
- 1968: Sascha Bigler, Schweizer Regisseur und Drehbuchautor
- 1968: Robb Flynn, US-amerikanischer Musiker
- 1968: Marcus Wiebusch, deutscher Sänger, Gitarrist und Songwriter
- 1969: Sabine Bau, deutsche Florett-Fechterin
- 1969: Anders Lindström, schwedischer Organist und Pianist
- 1970: Nicola Sturgeon, schottische Politikerin und Erste Ministerin
- 1971: Urs Bühler, Schweizer Tenor

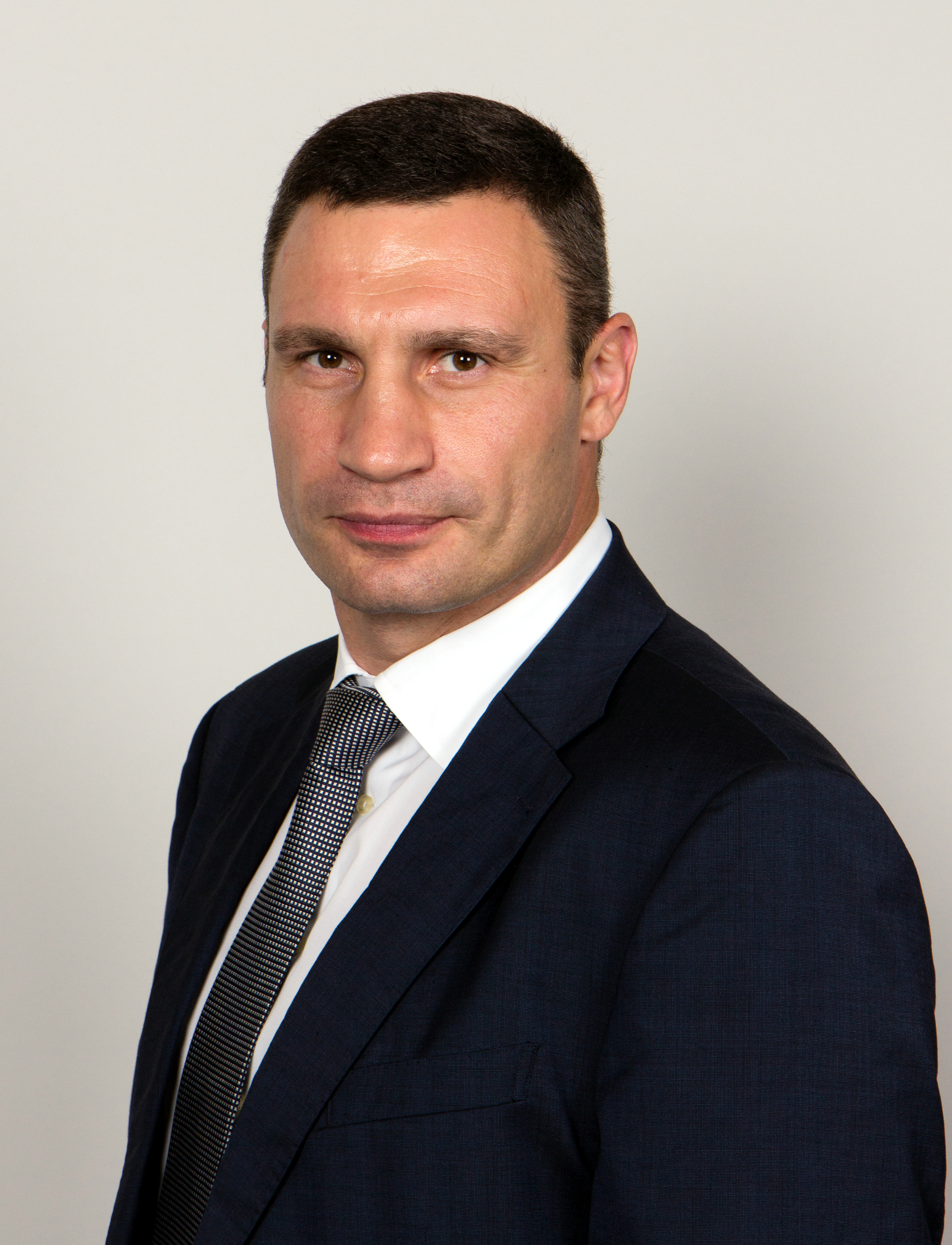
Vitali Klitschko (* 1971)

- 1971: Vitali Klitschko, ukrainischer Politiker und Profiboxer
- 1972: Ebbe Sand, dänischer Fußballspieler
- 1973: Aílton, brasilianischer Fußballspieler
- 1973: Christian Berge, norwegischer Handballspieler und -trainer
- 1974: Ole Martin Årst, norwegischer Fußballspieler
- 1974: Francisco Copado, spanisch-deutscher Fußballspieler

#### 1976–2000

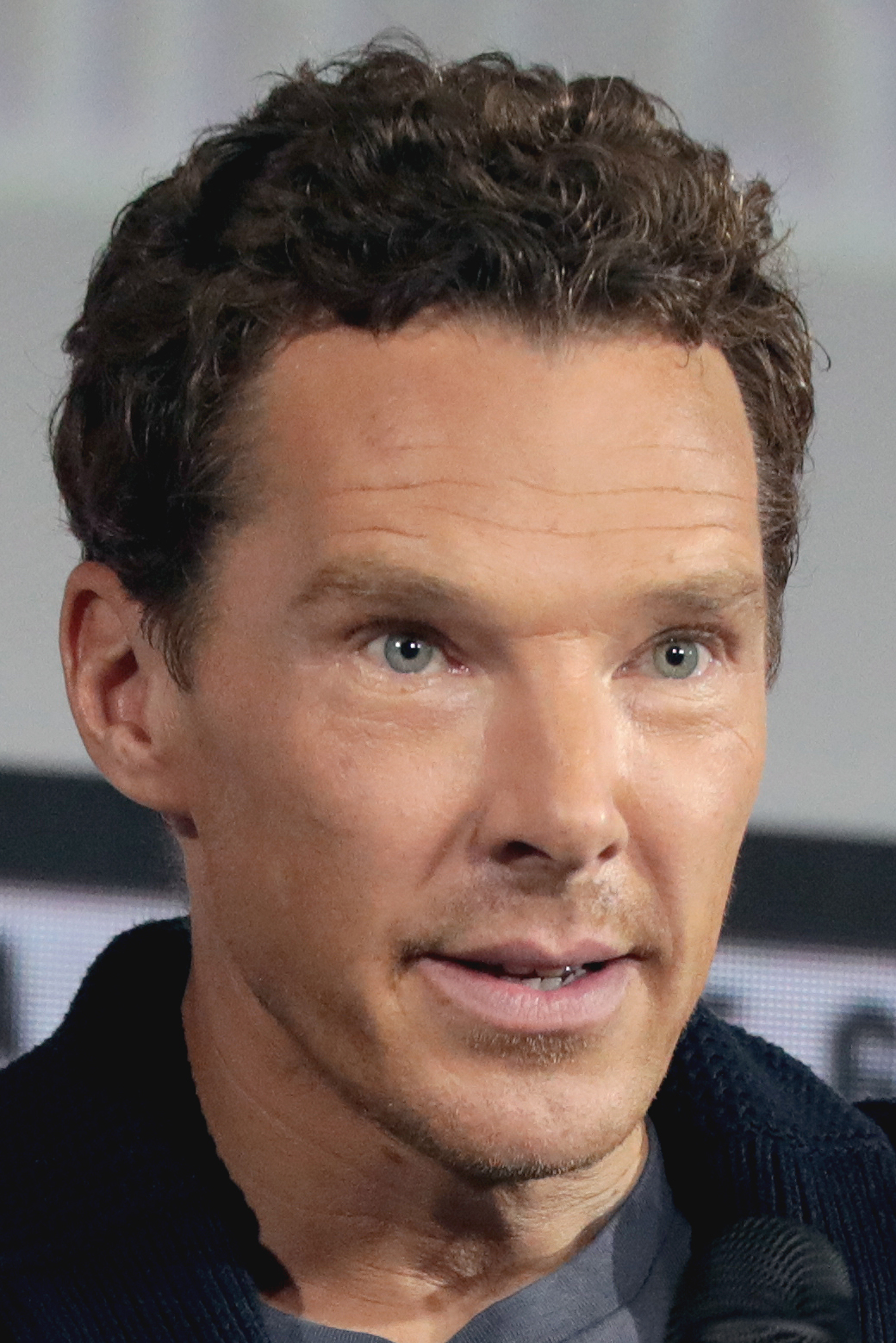
Benedict Cumberbatch (* 1976)

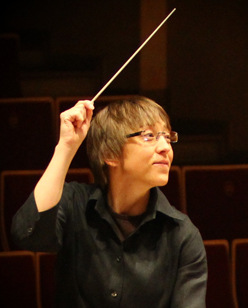
Ewa Strusińska (* 1976)

- 1976: Benedict Cumberbatch, britischer Schauspieler
- 1976: Florian Foest, deutscher Kameramann
- 1976: Eric Prydz, schwedischer House-DJ und Produzent
- 1976: Ewa Strusińska, polnische Dirigentin
- 1977: Jean-Sébastien Aubin, kanadischer Eishockeyspieler
- 1978: Reymond Amsalem, israelische Schauspielerin
- 1978: Jonathan Zebina, französischer Fußballspieler
- 1979: Rike Schmid, deutsche Schauspielerin
- 1979: Luke Young, englischer Fußballspieler
- 1979: Johannes Zirner, deutscher Schauspieler
- 1980: Xavier Malisse, belgischer Tennisspieler
- 1980: Giorgio Mondini, Schweizer Automobilrennfahrer
- 1981: Didz Hammond, britischer Musiker
- 1982: Jared Padalecki, US-amerikanischer Schauspieler
- 1982: Nadeschda Wiktorowna Tschastina, russische Biathletin
- 1983: Silva Lone Saländer, deutsche Fußballspielerin
- 1984: Adam Morrison, US-amerikanischer Basketballspieler

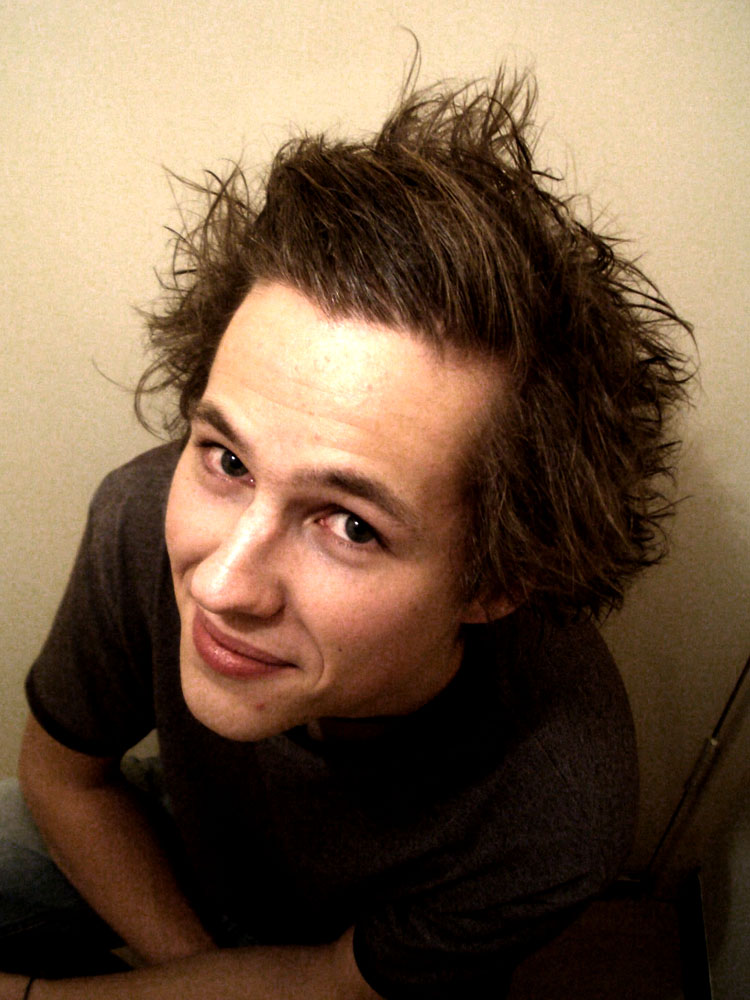
Lasse Gjertsen (* 1984)

- 1984: Lasse Gjertsen, norwegischer Animator und Musiker
- 1985: Tobias Werner, deutscher Fußballspieler
- 1986: Steffen Weinhold, deutscher Handballspieler

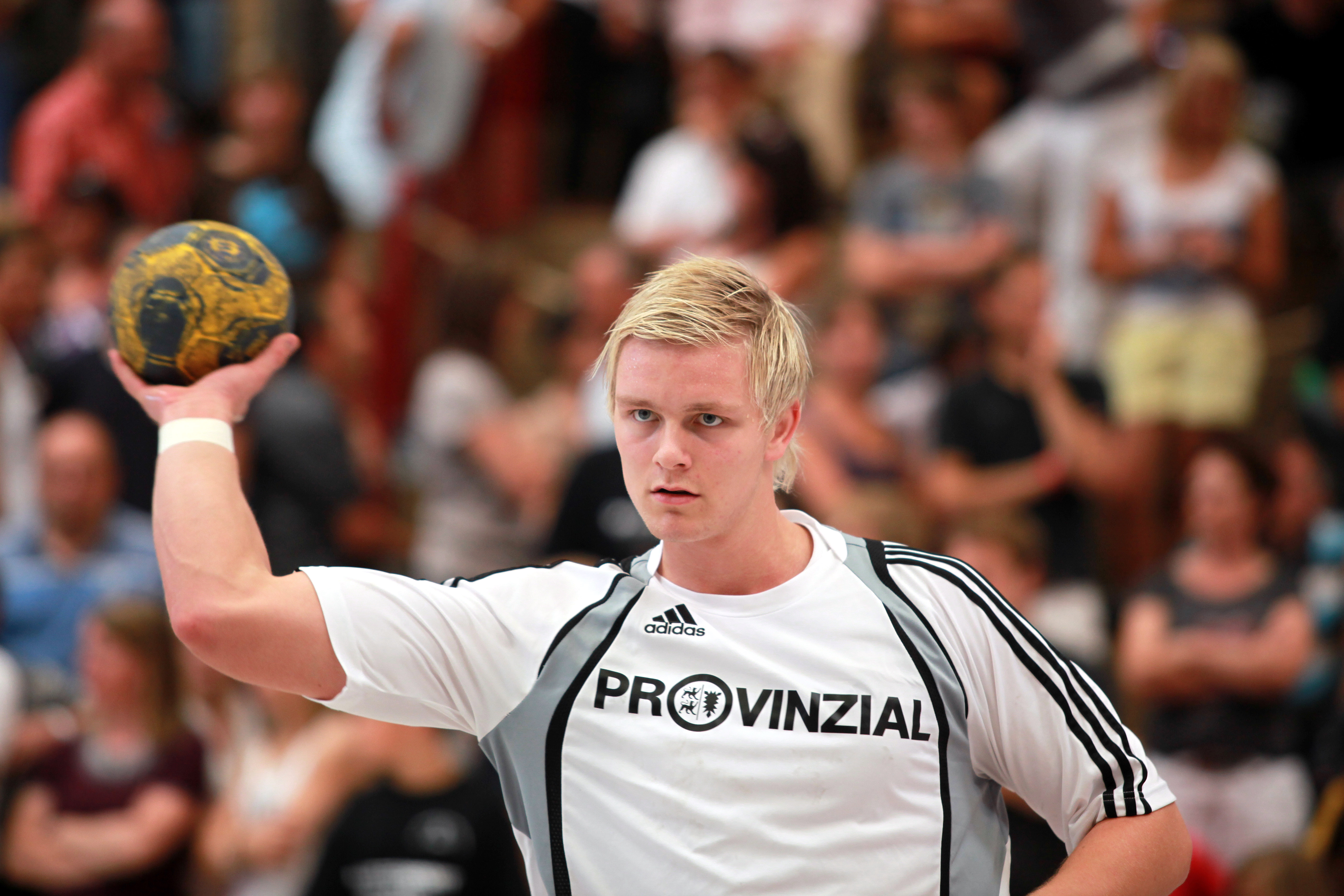
Aron Palmarsson (* 1990)

- 1987: Linda Joe Fuhrich, deutsche Fernsehmoderatorin und Reporterin
- 1987: Jun’ya Koga, japanischer Schwimmer
- 1988: Mie Augustesen, dänische Handballspielerin
- 1988: Kevin Großkreutz, deutscher Fußballspieler
- 1989: Sergei Wladimirowitsch Andronow, russischer Eishockeyspieler
- 1989: Jason Naidovski, australischer Fußballspieler
- 1989: Neto, brasilianischer Fußballspieler
- 1990: Aron Pálmarsson, isländischer Handballspieler
- 1991: Stefan Gorski, österreichischer Schauspieler

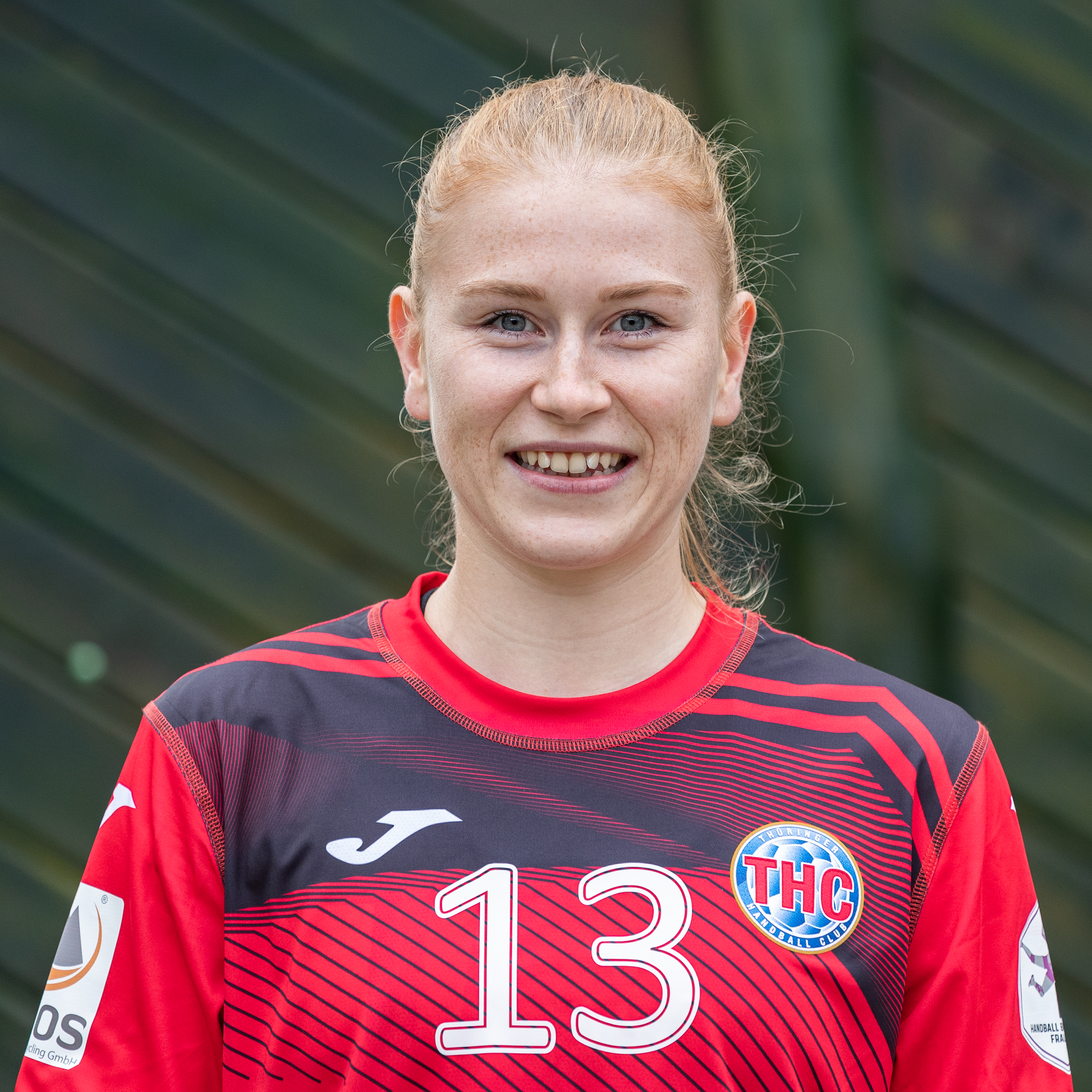
Meike Schmelzer (* 1993)

- 1991: Nathalie Hagman, schwedische Handballspielerin
- 1991: Zhou Momo, chinesische Dartspielerin
- 1992: Burak Bilgin, deutscher Fußballspieler
- 1992: Saliou Sané, deutsch-senegalesischer Fußballspieler
- 1993: Meike Schmelzer, deutsche Handballspielerin
- 1994: Julia Furdea, österreichische Moderatorin, Miss Austria 2014
- 1995: Manuel Akanji, Schweizer Fußballspieler
- 1995: Jannik Kohlbacher, deutscher Handballspieler
- 1996: Deniz Undav, deutscher Fußballspieler
- 1999: Marijn van den Berg, niederländischer Radrennfahrer
- 2000: David Čolina, kroatischer Fußballspieler

### 21. Jahrhundert
- 2001: Alia Delia Eichinger, deutsche Freestyle-Skierin

## Gestorben

### Vor dem 16. Jahrhundert
- 0514: Symmachus, Papst

- 0931: Uda, japanischer Tennō

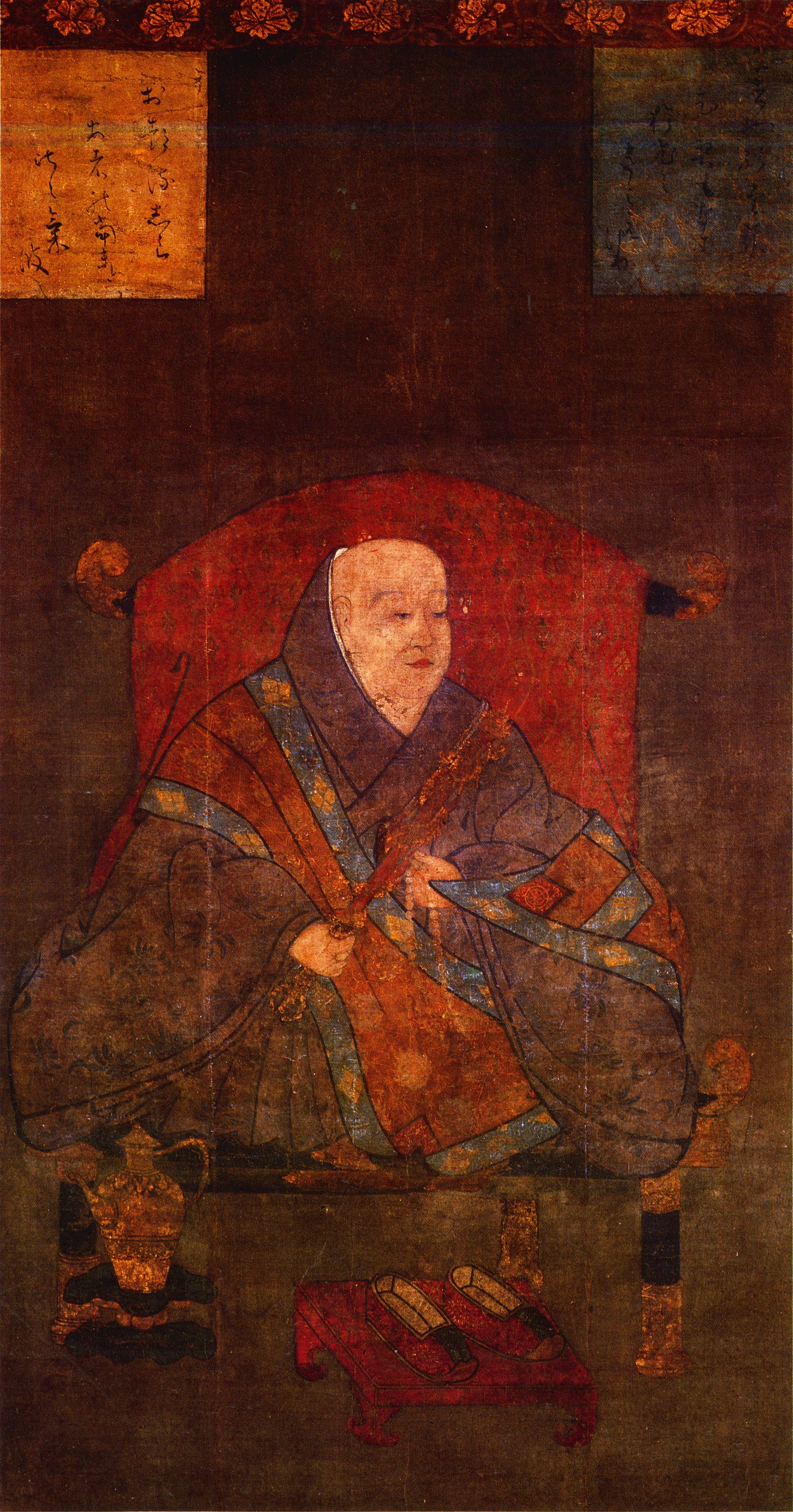
Uda († 931)

- 1054: Bernulf, Bischof von Utrecht
- 1158: Wibald von Stablo, Abt
- 1196: Heinrich I., Probst des Klosterstifts Berchtesgaden
- 1249: Jacopo Tiepolo, 43. Doge von Venedig
- 1296: Arnold von Solms, Bischof von Bamberg
- 1297: William de Vescy, 1. Baron Vescy, englischer Adeliger
- 1321: Siegfried von Gelnhausen, Bischof von Chur
- 1333: Aodh, 4. Earl of Ross, schottischer Adeliger
- 1333: Alexander Bruce, 1. Earl of Carrick, schottischer Adliger
- 1333: John Campbell, 1. Earl of Atholl, schottischer Adliger
- 1333: Archibald Douglas, schottischer Adeliger und Guardian of Scotland

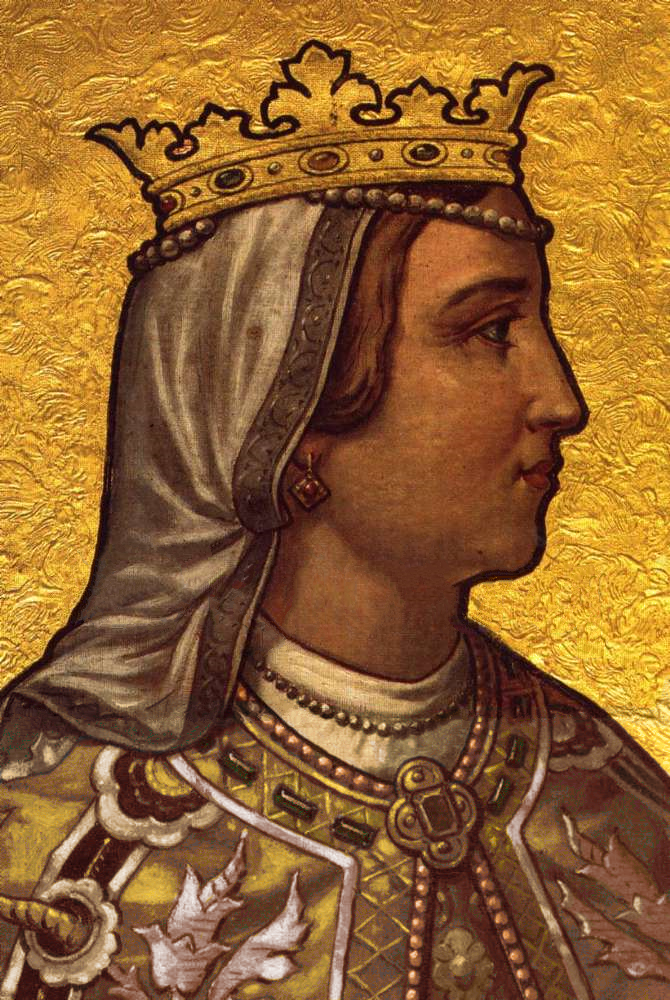
Philippa of Lancaster († 1415)

- 1333: Malcolm, 5. Earl of Lennox, schottischer Adliger
- 1333: Kenneth Sutherland, 4. Earl of Sutherland, schottischer Adliger
- 1352: William Zouche, Erzbischof von York
- 1374: Francesco Petrarca, italienischer Dichter
- 1401: Wilhelm Freseken, Propst des Stifts Meschede, Kanoniker in Soest, Dompropst in Münster und Kanoniker in St. Aposteln in Köln
- 1415: Philippa of Lancaster, portugiesische Königin und Prinzessin von England
- 1449: Kaspar Schlick, erster bürgerlicher Kanzler des Heiligen Römischen Reichs
- 1476: Hans Böhm, deutscher Viehhirte und Prediger
- 1489: Ludwig I., der Schwarze, Pfalzgraf und Herzog von Pfalz-Zweibrücken

### 16. bis 17. Jahrhundert
- 1543: Berthold Pürstinger, Bischof von Chiemsee und theologischer Schriftsteller
- 1545: George Carew, englischer Admiral
- 1545: Abraham Culvensis, litauischer Jurist und protestantischer Theologe
- 1554: Sebastian Neidhart, Augsburger Kaufmann
- 1566: Bartholomeus Tinnappel, Lübecker Bürgermeister und Befehlshaber der Flotte
- 1583: Paul Dumerich, deutscher Pädagoge
- 1596: Francis Knollys, englischer Minister

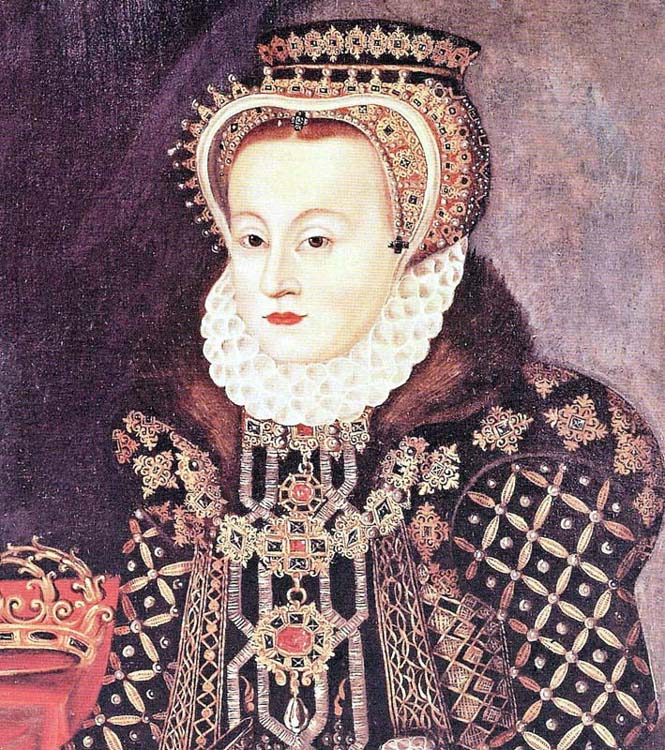
Gunilla Bielke († 1597)

- 1597: Gunilla Bielke, Königin von Schweden
- 1599: Christoph Vitzthum von Eckstedt, kursächsischer Beamter und Offizier
- 1609: Nicolas Gistou, dänischer Komponist
- 1611: Jacob Flach, deutscher Mathematiker, Mediziner und Botaniker
- 1626: Elisabeth von Dänemark, Herzogin zu Braunschweig und Lüneburg und Fürstin von Braunschweig-Wolfenbüttel
- 1630: Daniele Crespi, italienischer Maler
- 1658: Hugo Friedrich von Eltz, Gesandter des Erzbischofs von Trier bei den Westfälischen Friedensverhandlungen
- 1676: Georg III., paragierter Landgraf von Hessen-Darmstadt
- 1680: Anton Ulrich, Herzog von Württemberg-Neuenstadt
- 1682: Yohannes I., äthiopischer Kaiser
- 1687: Laura Martinozzi, Herzogin von Modena
- 1690: Giovanni Francesco Cassana, italienischer Maler
- 1700: Hieronymus Kradenthaller, deutscher Organist und Komponist

### 18. Jahrhundert
- 1702: Friedrich IV., Herzog von Schleswig-Holstein-Gottorf
- 1725: Jeronimo de Haze de Georgio, Bürgermeister von Amsterdam
- 1726: Giovanni Stanetti, österreichischer Bildhauer

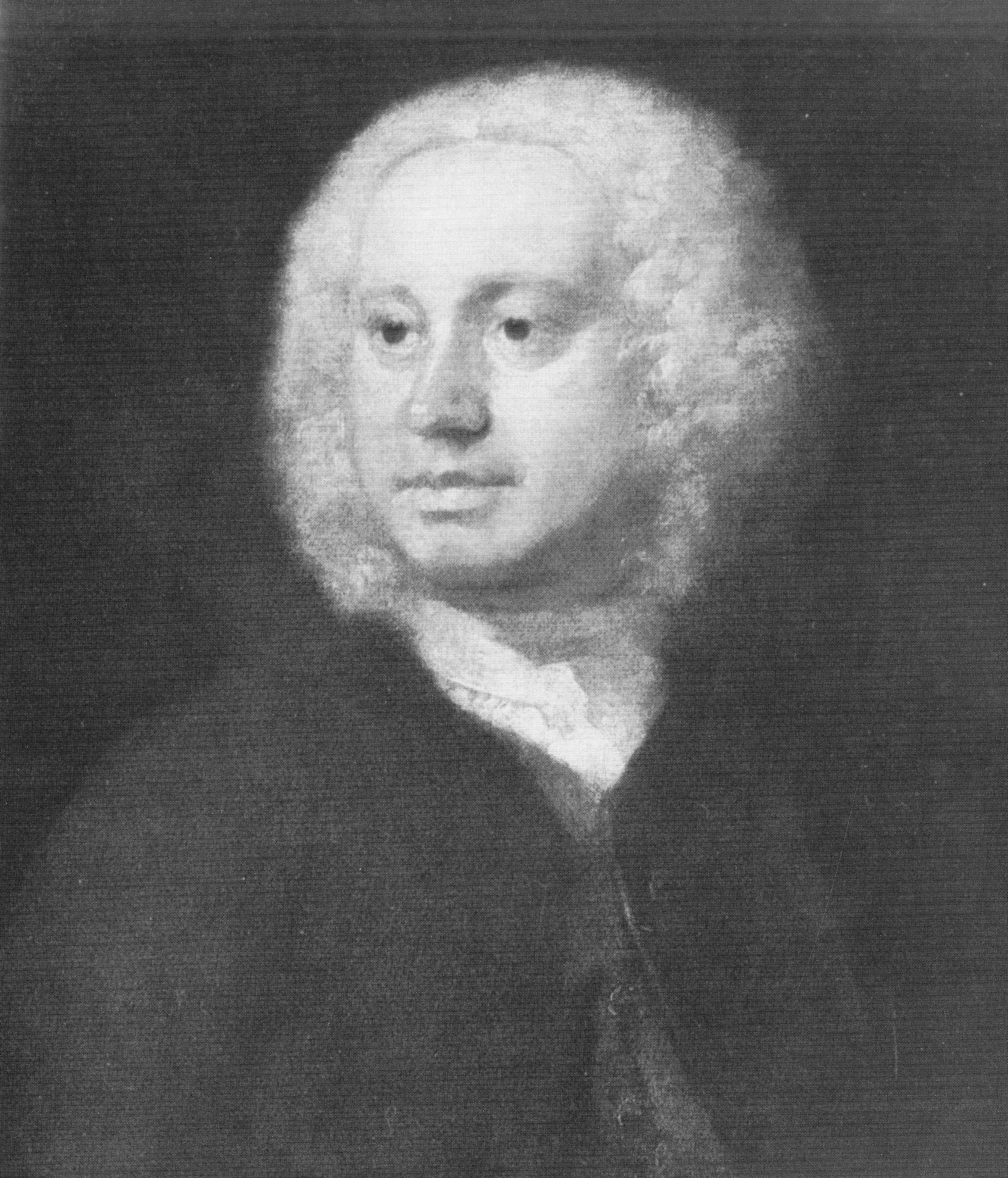
Charles Bridgeman († 1738)

- 1738: Charles Bridgeman, britischer Gartenarchitekt
- 1740: Christian Christophersen Sehested, Kanzler von Dänemark
- 1742: Johann Baptist Xavery, niederländischer Bildhauer
- 1749: Armand I. Gaston Maximilien de Rohan-Soubise, französischer Kardinal, Bischof von Straßburg und Großkaplan von Frankreich
- 1756: Johann Joachim Schröder, deutscher Orientalist und Bibliothekar, Theologe und Kirchenhistoriker
- 1764: François de Fitz-James, Erster Hofkaplan des französischen Königs Ludwig XV. und Bischof von Soissons
- 1764: Hagop II. Nalyan, armenischer Erzbischof
- 1792: Johann Franz Coing, deutscher Theologe und Hochschullehrer
- 1793: Stanisław Lubomirski, polnischer Magnat und Reichsfürst im Heiligen Römischen Reich
- 1795: Stephan Pöttken, deutscher Zisterziensermönch, Priester und Abt des Klosters Marienfeld
- 1798: Johann Gottfried Malleck, Wiener Orgelbauer
- 1799: Jean Baptiste Feronce von Rotenkreutz, Staatsmann im Fürstentum Braunschweig-Wolfenbüttel
- 1800: José de Rezabal y Ugarte, spanischer Richter, Kolonialverwalter und Gouverneur von Chile

### 19. Jahrhundert

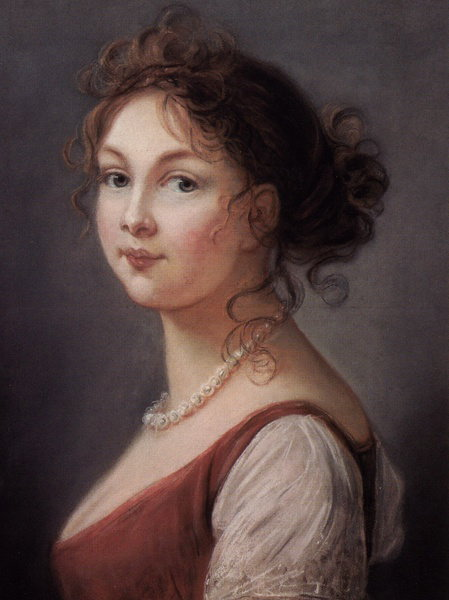
Luise von Preußen († 1810)

- 1810: Luise von Preußen, preußische Königin
- 1811: Raphaël Bienvenu Sabatier, französischer Mediziner
- 1814: Matthew Flinders, britischer Forschungsreisender

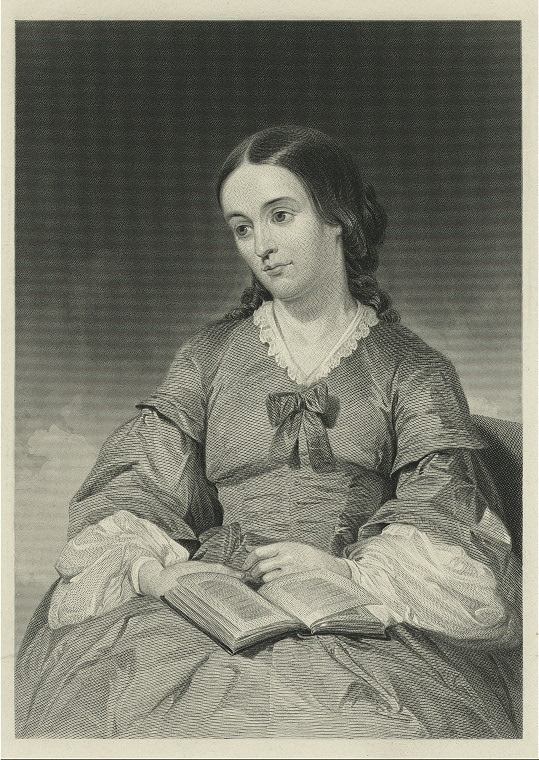
Margaret Fuller († 1850)

- 1824: Agustín de Iturbide, mexikanischer Feldherr und Politiker und Kaiser Mexikos
- 1823: Carl Christian Friedrich Langheld, deutscher Jurist und Amtmann
- 1825: Ludwig Wilhelm Zimmermann, deutscher Chemiker, Mineraloge und Hochschullehrer
- 1831: Christian Karl André, deutscher Pädagoge und Landwirt
- 1838: Pierre Louis Dulong, französischer Mediziner, Physiker und Chemiker
- 1838: Thomas Blaikie, britischer Gartenarchitekt aus Schottland
- 1838: Frédéric Duvernoy, französischer Hornist, Komponist und Musikpädagoge
- 1845: Heinrich Andreas Christoph Hävernick, deutscher Theologe der Erweckungsbewegung
- 1847: Johann Wilhelm Wilms, deutsch-niederländischer Komponist, Pianist, Organist und Flötist
- 1850: Margaret Fuller, US-amerikanische Journalistin und Aktivistin für Frauenrechte

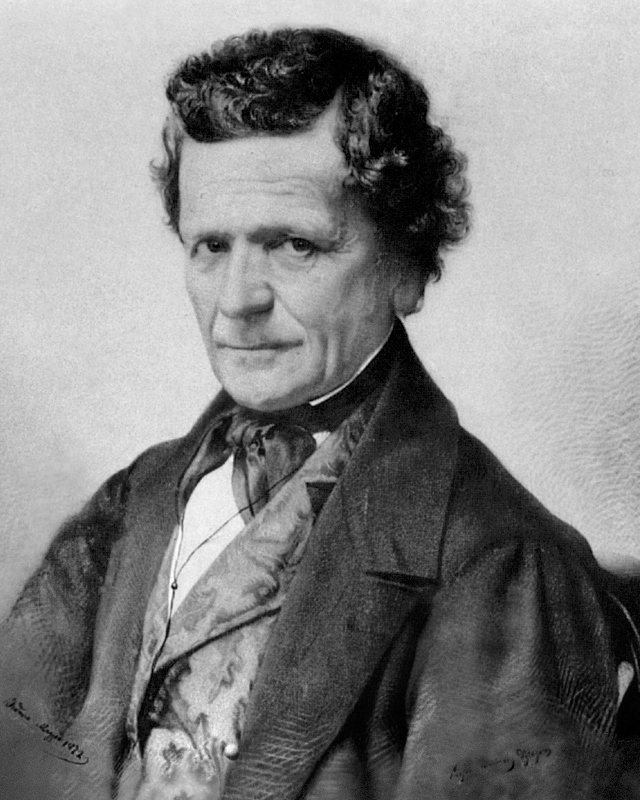
Stefano Franscini († 1857)

- 1857: Stefano Franscini, Schweizer Politiker und Bundesrat
- 1861: Michael Kahn, deutscher Unternehmer
- 1867ː Maria Abdy, englische Dichterin
- 1868: Okita Sōji, japanischer Samurai
- 1869: Victor Aimé Huber, deutscher Sozialreformer, Reiseschriftsteller und Literaturhistoriker
- 1874: Louis Napoléon Lannes, französischer Staatsmann und Diplomat
- 1876: George E. Pugh, US-amerikanischer Politiker, Senator für den Bundesstaat Ohio
- 1879: Louis Favre, Schweizer Ingenieur und Tunnelbauer
- 1883: Isaac Adams, US-amerikanischer Erfinder
- 1883: Tự Đức, vierter Kaiser der vietnamesischen Nguyễn-Dynastie
- 1884: Johann Kaspar Hug, Schweizer Lehrer, Mathematiker und Politiker
- 1889ː Elvira Madigan, dänische Seiltänzerin
- 1896: Théodore Salomé, französischer Organist und Komponist
- 1898: Chief Mkwawa, ostafrikanischer Anführer des Aufstandes der Indigenen Bevölkerung gegen die Deutsche Kolonialmacht

### 20. Jahrhundert

#### 1901–1950
- 1904: Heinrich Theodor Schmidt, deutscher Architekt
- 1906: Johann Jakob Nater der Ältere, Schweizer Komponist, Organist und Dirigent
- 1910: Karl Tiburtius, deutscher Schriftsteller und Arzt
- 1914: Alexander Conze, deutscher Archäologe

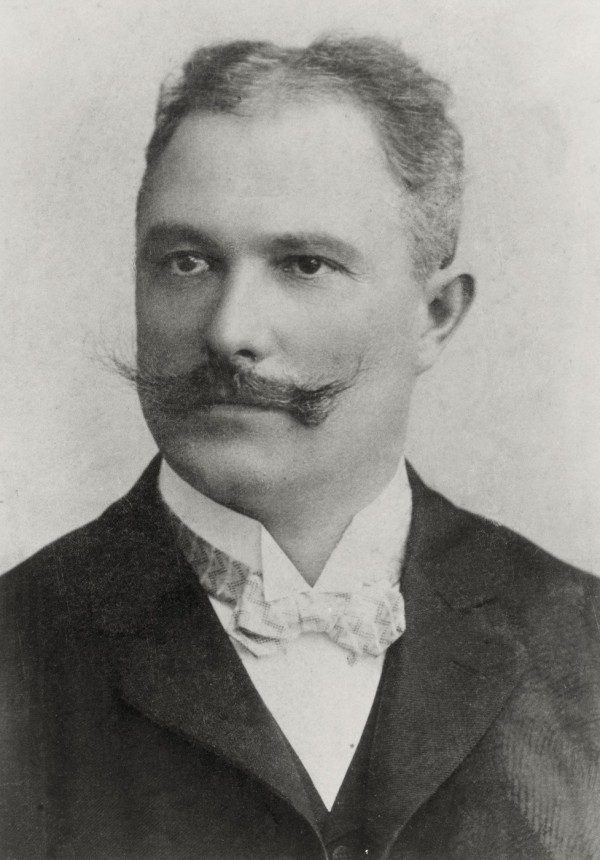
Johann Puch († 1914)

- 1914: Johann Puch, österreichischer Ingenieur und Industrieller
- 1917: Franz Arndt, deutscher evangelischer Theologe
- 1919: Jacob Verdam, niederländischer Niederlandist
- 1921: Joseph Zimmermann, Schweizer römisch-katholischer Geistlicher
- 1922ː Cornelie Richter, Berliner Salonière
- 1923: Johann Martin Schmid, deutscher Orgelbauer
- 1924: Alois Czedik von Bründlsberg und Eysenberg, österreichischer Offizier, Lehrer, Beamter, Eisenbahndirektor und Politiker
- 1925: Louis-Nazaire Bégin, kanadischer römisch-katholischer Erzbischof von Québec und Kardinal
- 1925: Géza Horváth, ungarischer Komponist und Musikpädagoge
- 1926: Ernst Lecher, österreichischer Physiker, gilt als Begründer der Messtechnik im Hochfrequenzbereich
- 1927: Zhao Shiyan, chinesischer Revolutionär und Gründungsmitglied der Kommunistischen Partei Chinas
- 1929: Meta Seinemeyer, deutsche Sängerin (Sopran)
- 1930: Robert Stout, neuseeländischer Politiker
- 1932: René Bazin, französischer Schriftsteller und Professor der Rechte
- 1935: Lujo Adamović, kroatischer Botaniker und Pflanzensammler

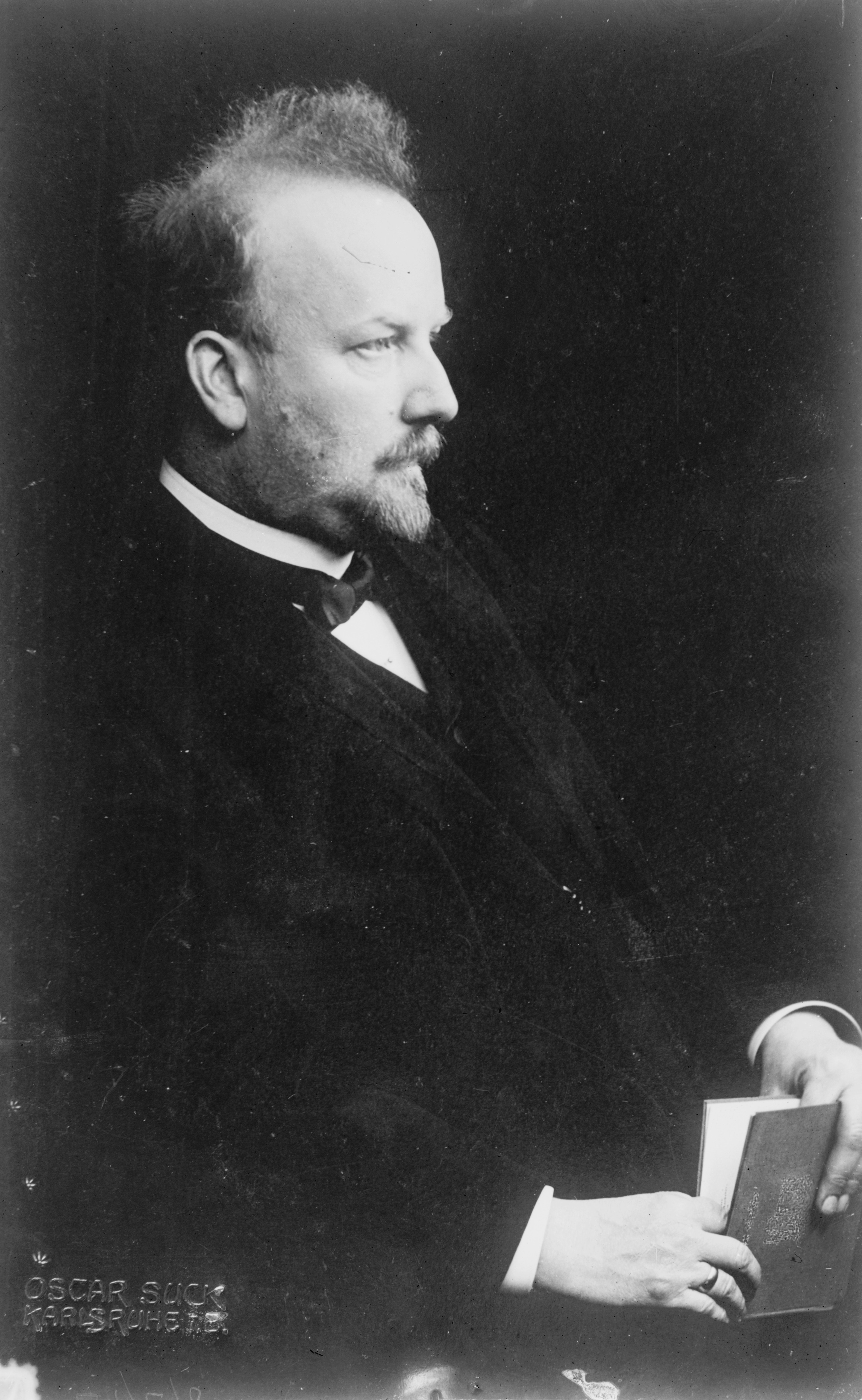
Arthur Drews († 1935)

- 1935: Arthur Drews, deutscher Philosoph, Schriftsteller und wichtiger Vertreter des deutschen Monismus
- 1936: Marcel Lehoux, französischer Automobilrennfahrer
- 1936: Hans Winkler, deutscher Motorradrennfahrer
- 1941: Bartolomeo Costantini, italienischer Flieger und Automobilrennfahrer
- 1944: Will Marion Cook, US-amerikanischer Komponist
- 1944: Christian Krollmann, deutscher Philologe, Bibliothekar und Archivar
- 1944: Marian Kudera, polnisch-deutscher Widerstandskämpfer gegen den Nationalsozialismus
- 1944: Immanuel Löw, ungarischer Rabbiner und Gelehrter
- 1945: Franz Aigner, österreichischer Physiker
- 1945: Karl Aschoff, deutscher Apotheker
- 1945: Heinrich Wölfflin, Schweizer Kunsthistoriker
- 1946: Jan Verkade, niederländischer Maler und Benediktiner
- 1947: Georg Glatzl, deutscher Orgelbauer
- 1947: Aung San, Kommandeur der Unabhängigen Armee Birmas, birmanischer Nationalheld
- 1950: Henri Miro, kanadischer Komponist spanischer Herkunft

#### 1951–2000

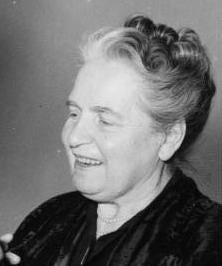
Elly Heuss († 1952)

- 1951: Max Ettinger, österreichisch-deutsch-schweizerischer Komponist und Dirigent
- 1952: Elly Heuss-Knapp, deutsche Politikerin und, Sozialreformerin, MdL, Gründerin des Müttergenesungswerks, Frau von Theodor Heuss
- 1953: Maurice J. Tobin, US-amerikanischer Politiker, Arbeitsminister, Gouverneur von Massachusetts
- 1954: Josef Linster, rumäniendeutscher Komponist und Musikpädagoge
- 1954: Hannes Meyer, Schweizer Architekt und Urbanist
- 1954: Jean Roger-Ducasse, französischer Komponist
- 1956: Freddie Spruell, US-amerikanischer Bluesmusiker

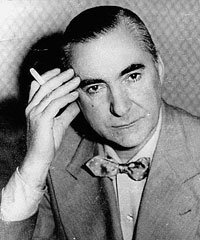
Curzio Malaparte († 1957)

- 1957: Curzio Malaparte, italienischer Schriftsteller und Journalist
- 1958: Karol Adwentowicz, polnischer Theater- und Filmschauspieler, Regisseur und Theaterdirektor
- 1959: Licco Amar, ungarischer Violinist
- 1961: Joaquín Samuel de Anchorena, argentinischer Anwalt und Politiker
- 1963: João Gomez de Araújo, brasilianischer Komponist
- 1963: Yamanokuchi Baku, japanischer Lyriker
- 1964: Karl Recktenwald, deutscher Motorradrennfahrer
- 1964: Friedrich Sieburg, deutscher Journalist, Schriftsteller und Literaturkritiker

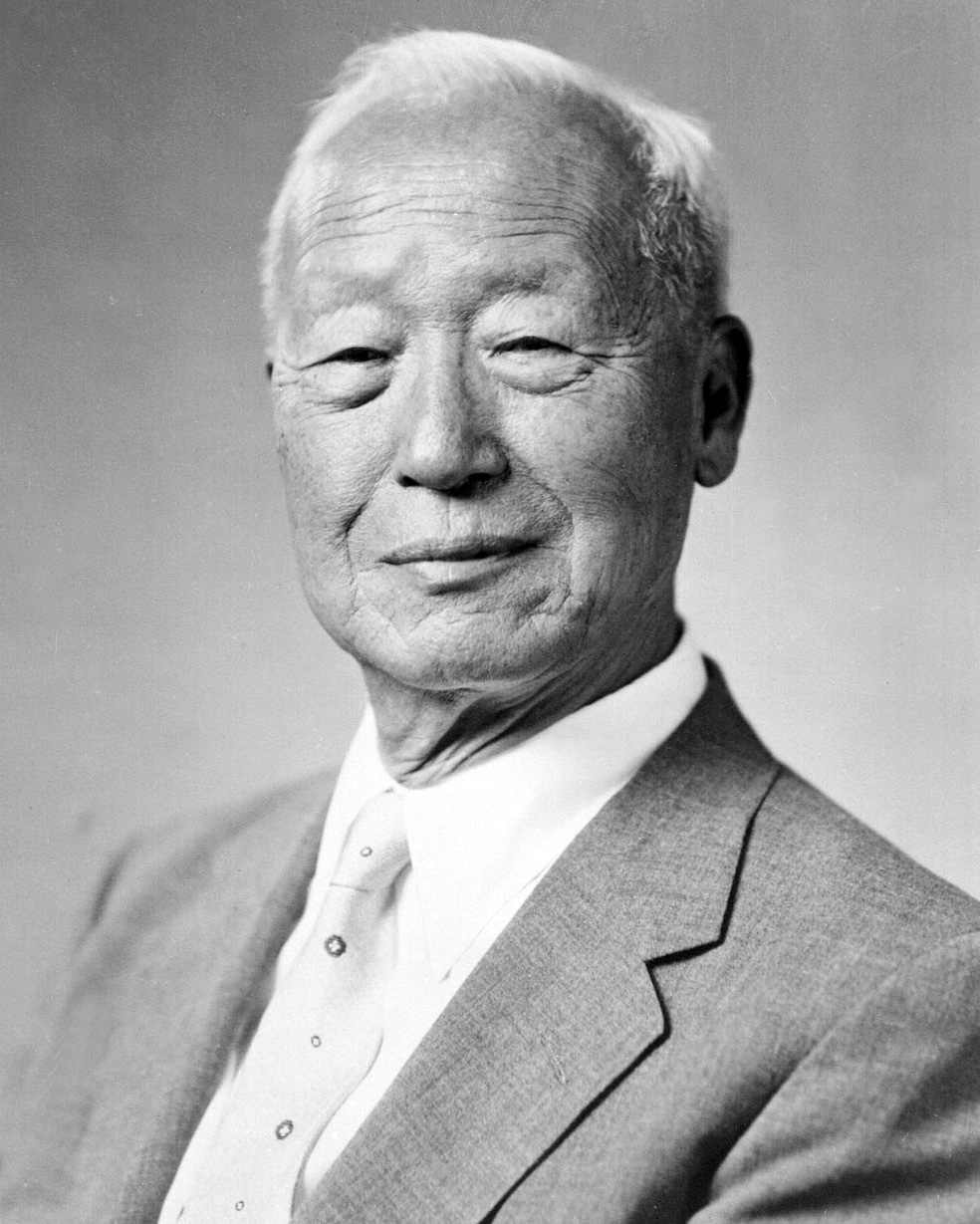
Rhee Syng-man († 1965)

- 1965: Syngman Rhee, erster Präsident Südkoreas
- 1966: Anselmo Albareda, spanischer Geistlicher, Kurienkardinal
- 1966: Mary Jobe Akeley, US-amerikanische Naturforscherin, Entdeckerin und Kartografin
- 1967: Karl Hartung, deutscher Bildhauer

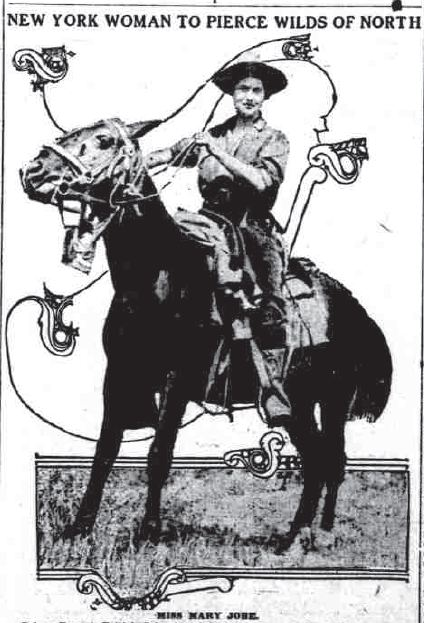
Mary Jobe Akeley († 1966)

- 1968: Käthe Kruse, deutsche Puppenmacherin
- 1969: Thomas Doe, US-amerikanischer Bobfahrer
- 1969: Carl Jörns, deutscher Automobilrennfahrer
- 1970: Egon Eiermann, deutscher Architekt der Moderne und Möbeldesigner

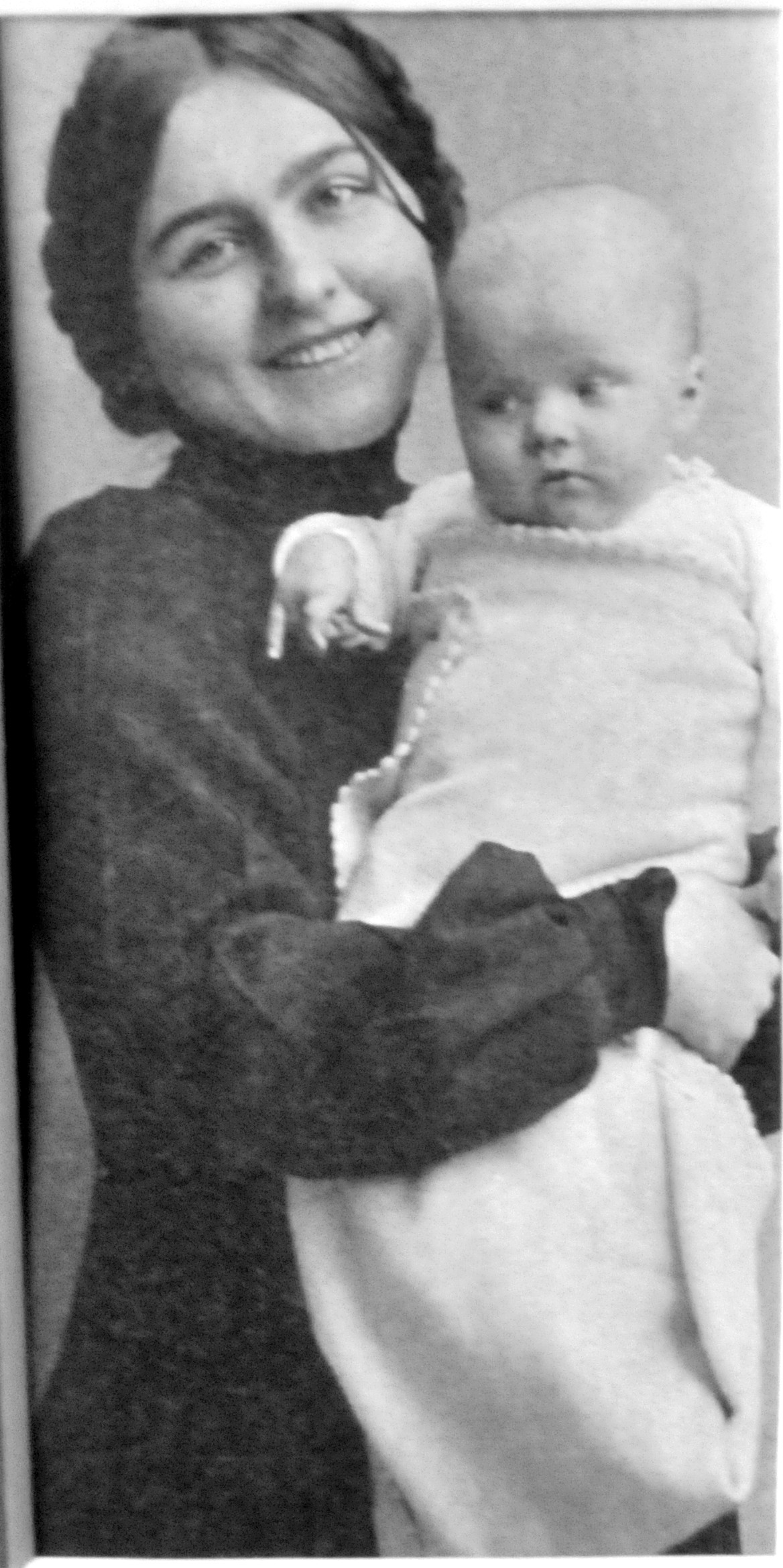
Käthe Kruse († 1968)

- 1970ː Else Kienle, deutsche Ärztin und Schriftstellerin
- 1970: Bedřich Nikodém, tschechischer Komponist, Texter, Musiker und Tischtennisspieler
- 1971: Harold J. Arthur, US-amerikanischer Politiker, Gouverneur von Vermont
- 1971: John Jacob Astor, 1. Baron Astor of Hever, britischer Adeliger
- 1973: Julius Balkow, deutscher Politiker, Minister für Außenhandel und Innerdeutschen Handel in der DDR, Mitglied des ZK der SED
- 1974: Heinrich Hamacher, deutscher Politiker, MdB

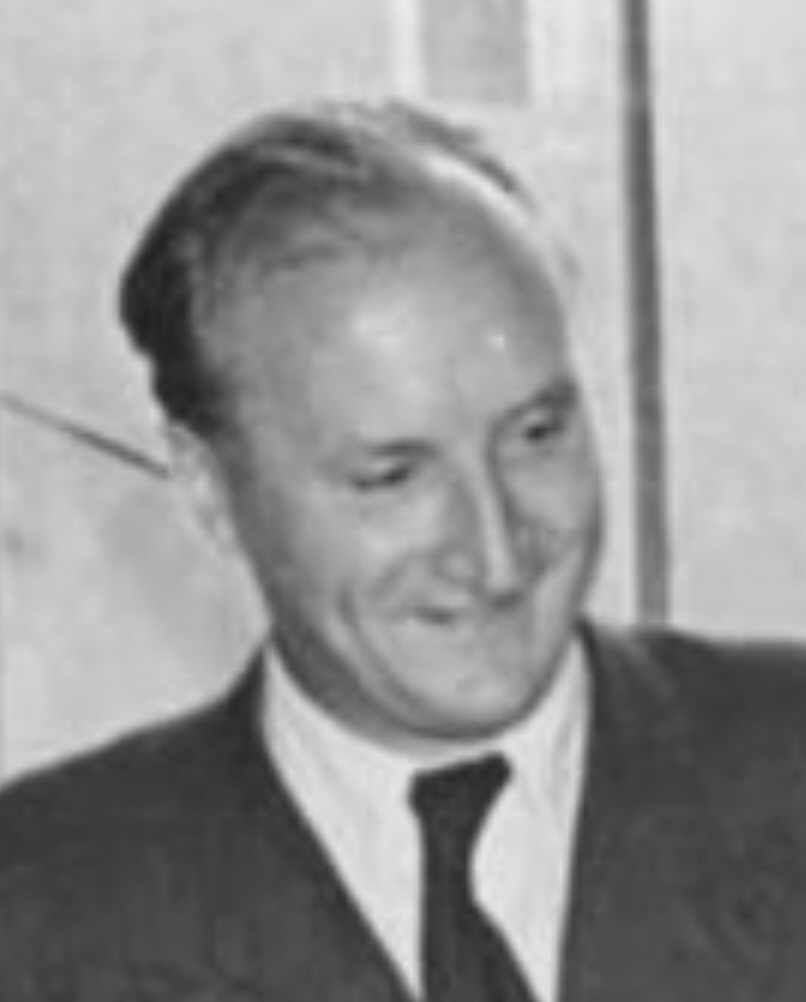
Friedrich Behrens († 1980)

- 1975: Franz Baeumker, deutscher Geistlicher, Bibliothekar und Kirchenhistoriker
- 1975: Lefty Frizzell, US-amerikanischer Country-Sänger
- 1975: Arnold Kellerhals, Schweizer Verwaltungsdirektor
- 1975: Karl Schleinzer, österreichischer Politiker, Bundesminister
- 1978: Szabolcs Szegletes, ungarischer Fußballspieler
- 1980: Friedrich Behrens, deutscher Wirtschaftswissenschaftler, Hauptvertreter des Neuen Ökonomischen Systems in der DDR
- 1980: Margaret Craven, US-amerikanische Schriftstellerin
- 1980: Wolfgang Frank, deutscher Schriftsteller
- 1980: Hans Morgenthau, deutscher Jurist und Politikwissenschaftler
- 1981: Roger Doucet, kanadischer Sänger
- 1981: Karl Steinhoff, deutscher Jurist und Politiker, Ministerpräsident von Brandenburg, Minister des Inneren in der DDR
- 1982: David Frankfurter, österreichischer Medizinstudent, Attentäter Wilhelm Gustloffs
- 1983: Erik Ode, deutscher Schauspieler, Regisseur und Synchronsprecher
- 1984: Marko Tajčević, kroatisch-serbischer Komponist
- 1985: Mathew Anden, deutscher Theater-, Fernseh- und Filmschauspieler

Szymon Goldberg († 1993)

- 1985: Janusz A. Zajdel, polnischer Schriftsteller
- 1986: Alfredo Binda, italienischer Radrennfahrer
- 1988: Vilhelm Aubert, norwegischer Soziologe
- 1989: Kazimierz Sabbat, polnischer Jurist, Unternehmer und Politiker, Staatspräsident im Exil
- 1989: Carl-Heinz Schroth, österreichischer Schauspieler, Regisseur und Synchronsprecher
- 1990: Helmut Becker, deutscher Önologe (Weinbau und Rebenzüchtung)
- 1990: Eddie Quillan, US-amerikanischer Schauspieler
- 1992: Paolo Borsellino, italienischer Richter, „Mafia-Jäger“
- 1992: Heinz Galinski, deutsch-jüdischer KZ-Überlebender, zweifacher Präsident des Zentralrates der Juden in Deutschland
- 1992: Allen Newell, US-amerikanischer Informatiker und Kognitionspsychologe, gilt als einer der Väter der künstlichen Intelligenz
- 1993: Szymon Goldberg, US-amerikanischer Dirigent und Violinist
- 1993: Gordon Gray, britischer Geistlicher, Erzbischof von Saint Andrews and Edinburgh, Kardinal
- 1993: Fred Liewehr, österreichischer Theater- und Filmschauspieler, Kammerschauspieler sowie Festspielintendant
- 1994: Ray Flaherty, US-amerikanischer American-Football-Spieler und -Trainer
- 1994: Ernst Müller-Hermann, deutscher Politiker und Journalist, MdL, MdB, MdEP
- 1994: Hugo Karpf, deutscher Politiker, MdR, MdB
- 1995: Michael James Andrews, britischer Maler
- 1996: Sverre Wilberg, norwegischer Film- und Theaterschauspieler
- 1998: Antoine Tisné, französischer Komponist
- 1999: Ludwik Gross, polnisch-US-amerikanischer Krebsforscher und Virologe
- 1999: Ignace Raad, libanesischer Geistlicher, Erzbischof von Sidon

### 21. Jahrhundert

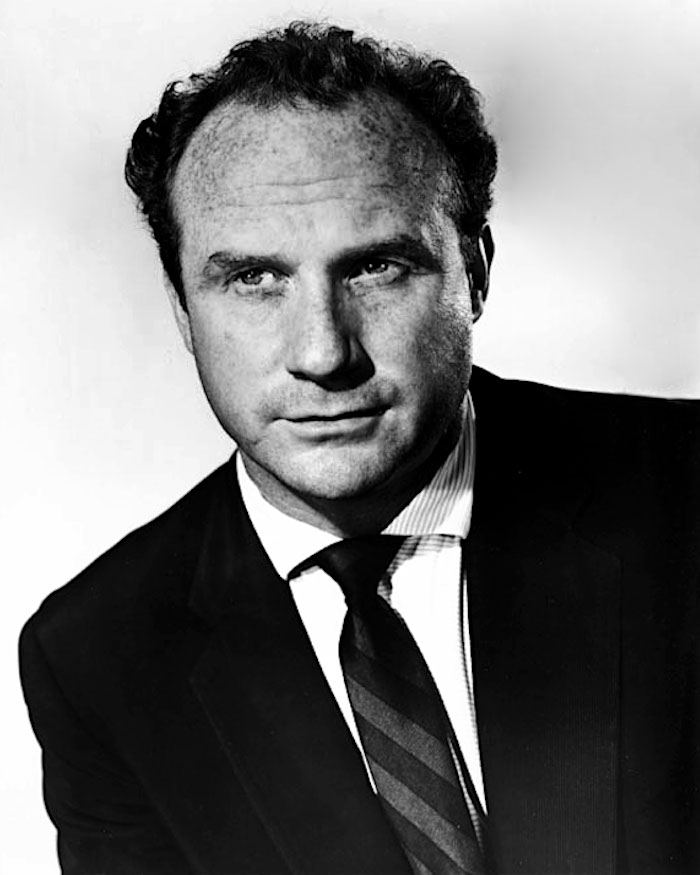
Jack Warden († 2006)
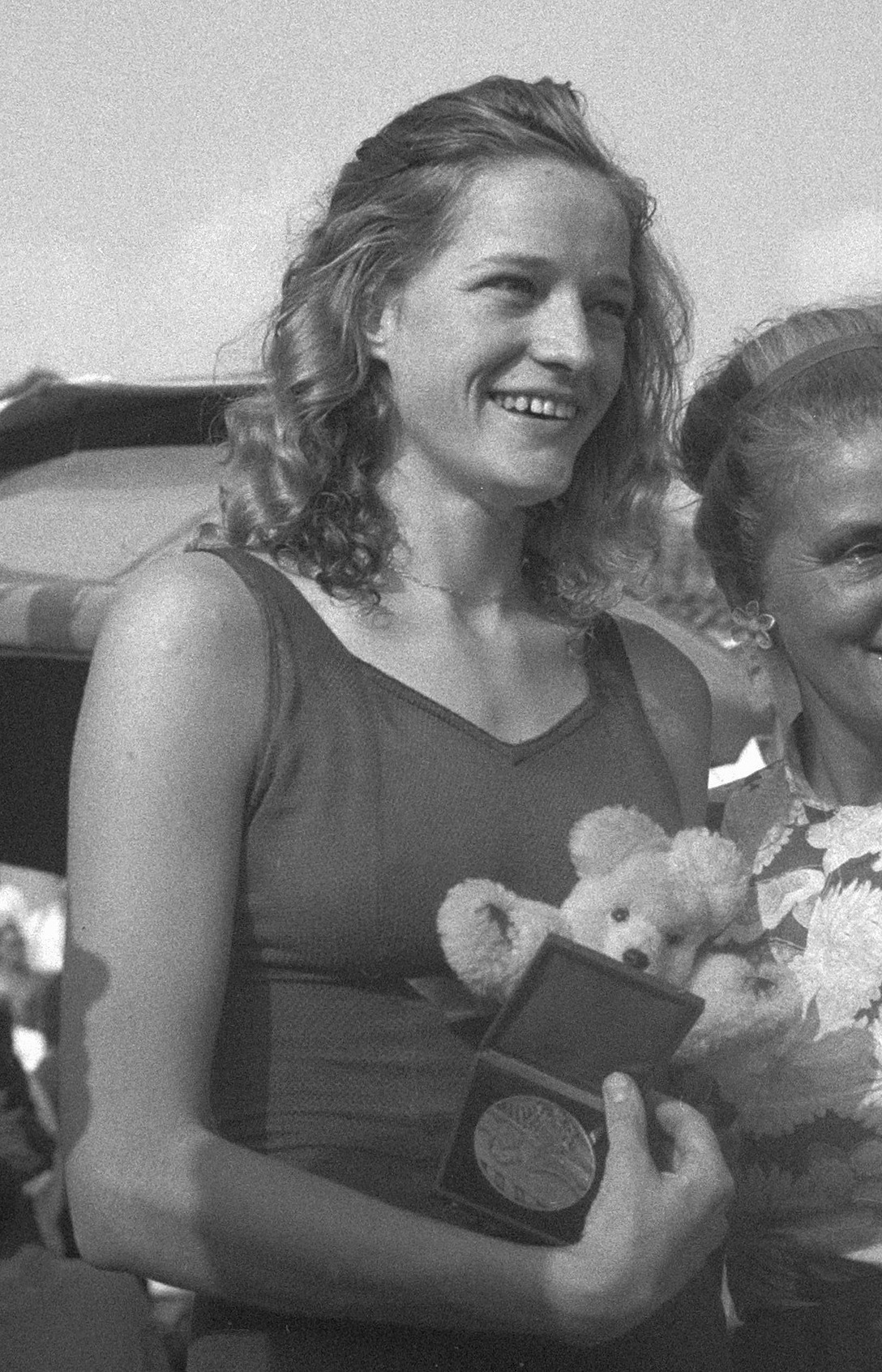
Karen Harup († 2009)
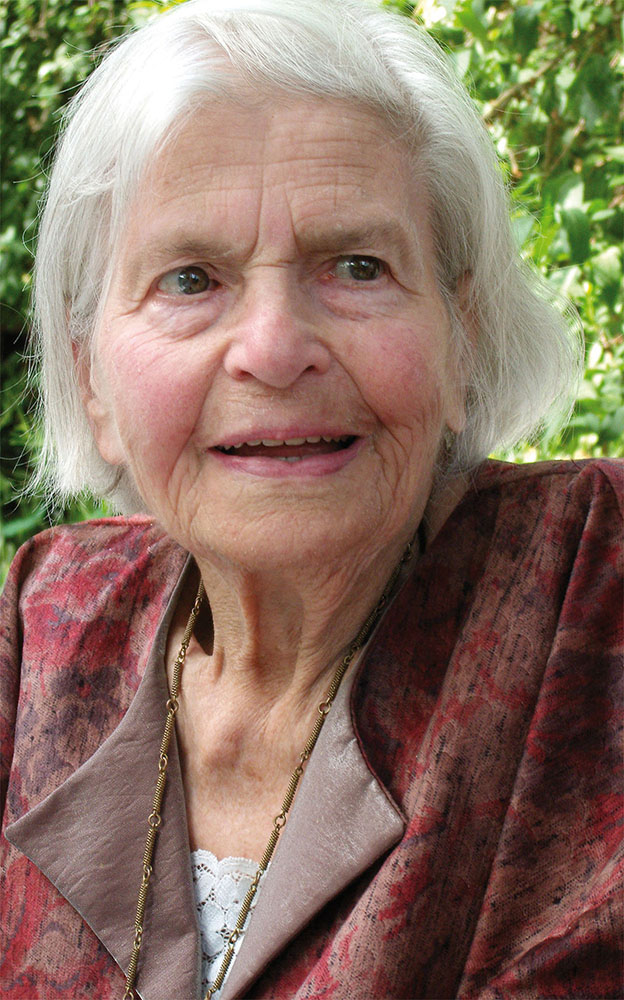
Ingeborg Hunzinger († 2009)
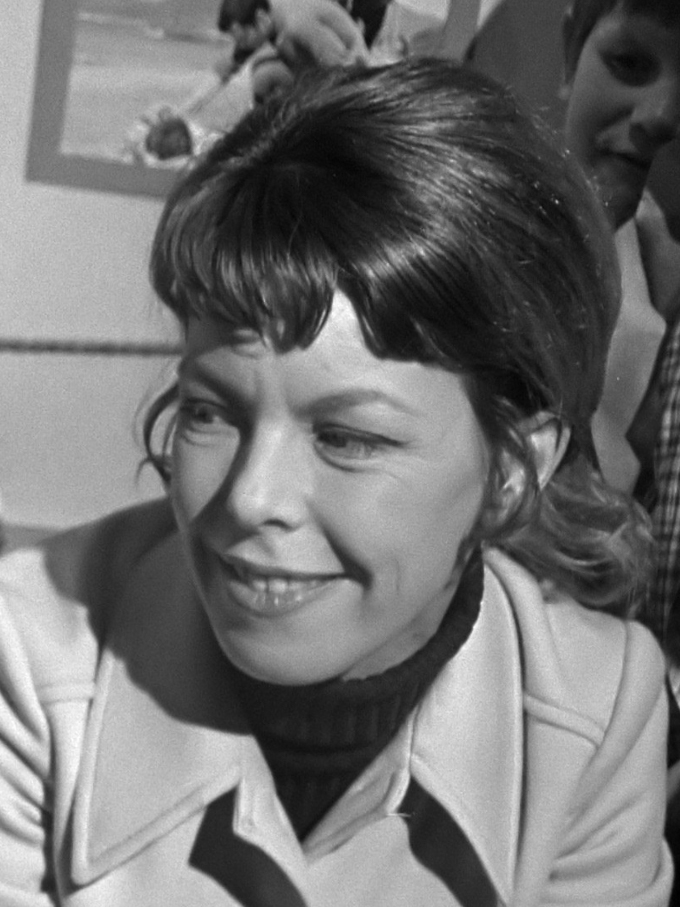
Cécile Aubry († 2010)

- 2002: Alan Lomax, US-amerikanischer Musikwissenschaftler
- 2003: Bill Bright, US-amerikanischer Prediger
- 2003: Pierre Graber, Schweizer Politiker, Bundesrat, Bundespräsident
- 2005: Jim Aparo, US-amerikanischer Comiczeichner
- 2005: Edward Bunker, US-amerikanischer Kriminalromanautor
- 2006: Jack Warden, US-amerikanischer Filmschauspieler
- 2007: Roberto Fontanarrosa, argentinischer Comiczeichner
- 2007: Rudolf Günter Langer, deutscher Schriftsteller und Lyriker
- 2009: Karen Harup, dänische Schwimmerin, Olympiasiegerin
- 2009: Ingeborg Hunzinger, deutsche Bildhauerin
- 2009: Frank McCourt, US-amerikanischer Schriftsteller
- 2009: Henry Surtees, britischer Automobilrennfahrer
- 2010: Cécile Aubry, französische Schauspielerin, Kinderbuchautorin und Fernsehregisseurin
- 2010: Stephen Schneider, US-amerikanischer Klimaforscher
- 2011: Karen Chatschaturjan, russischer Komponist und Dirigent
- 2012: Hans Nowak, deutscher Fußballspieler

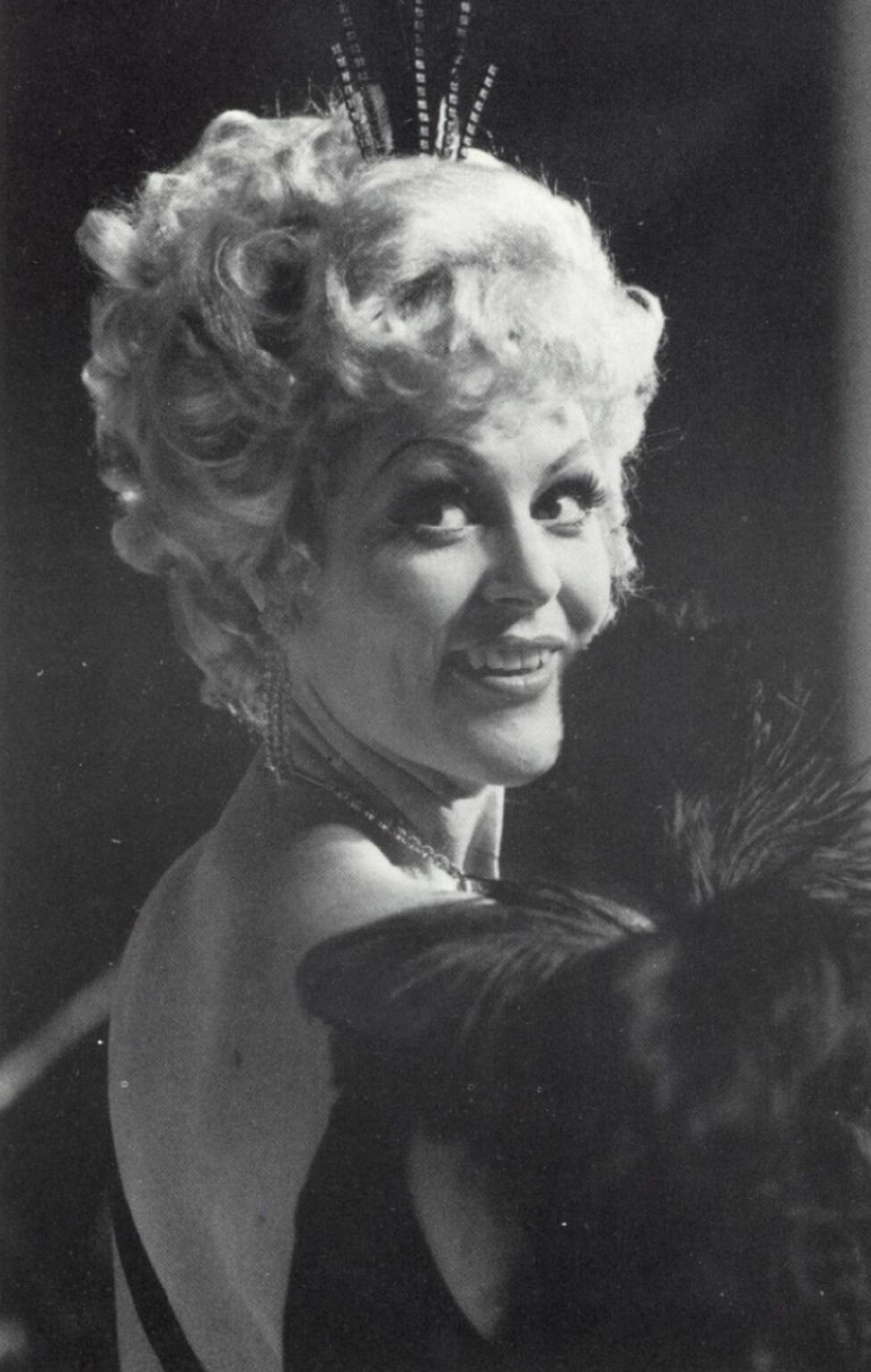
Dorothee Fürstenberg († 2015)
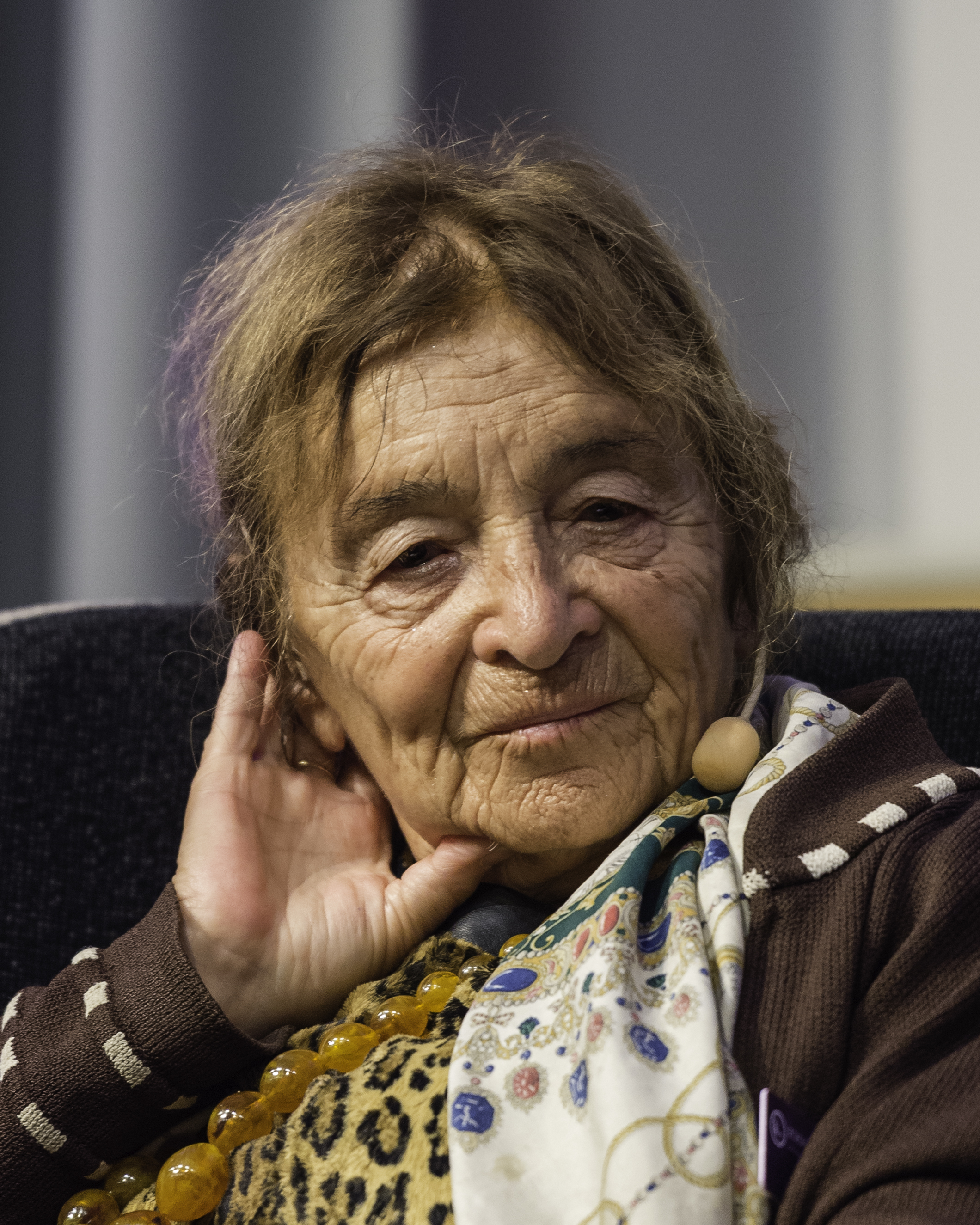
Ágnes Heller († 2019)
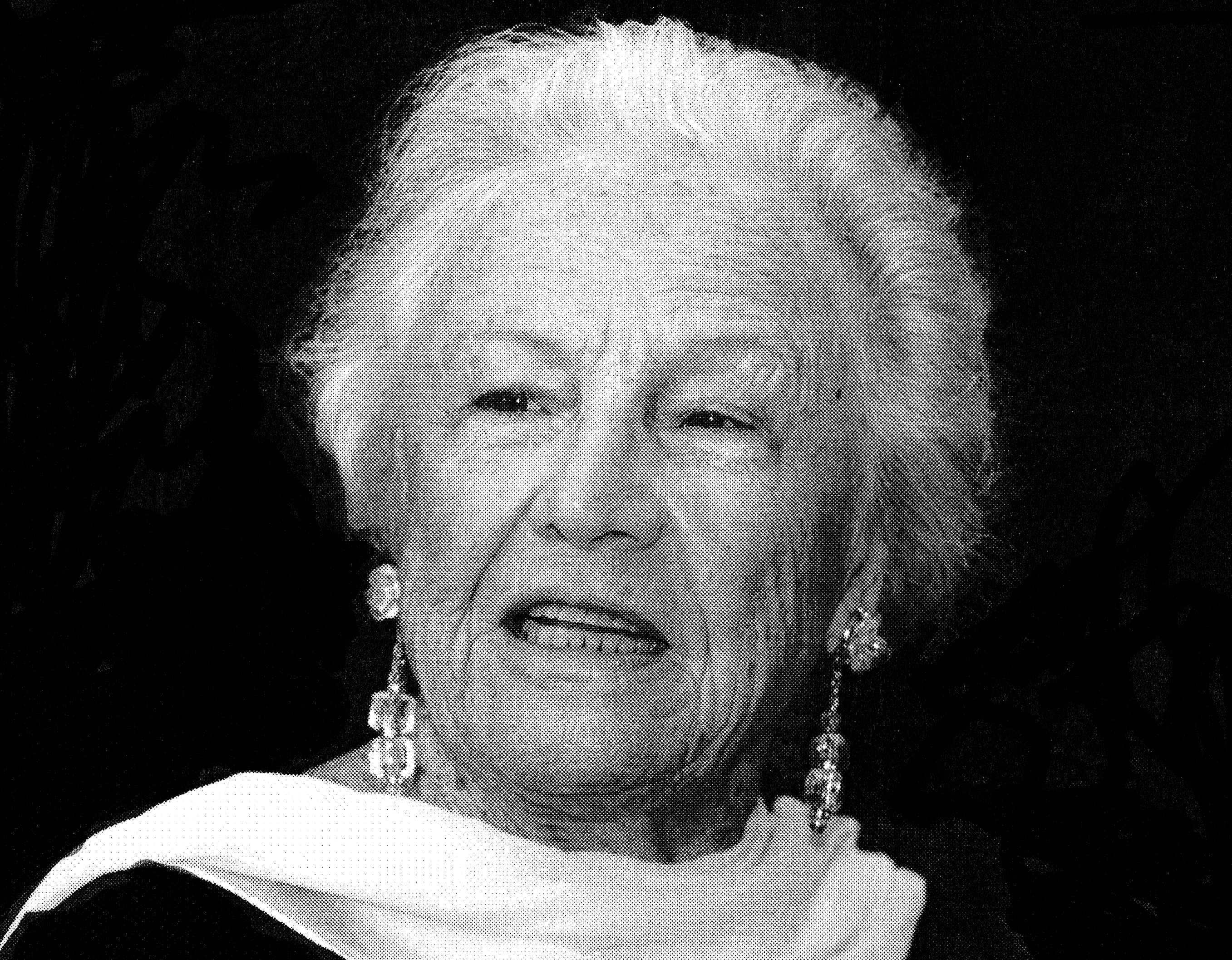
Silvana Lattmann († 2023)
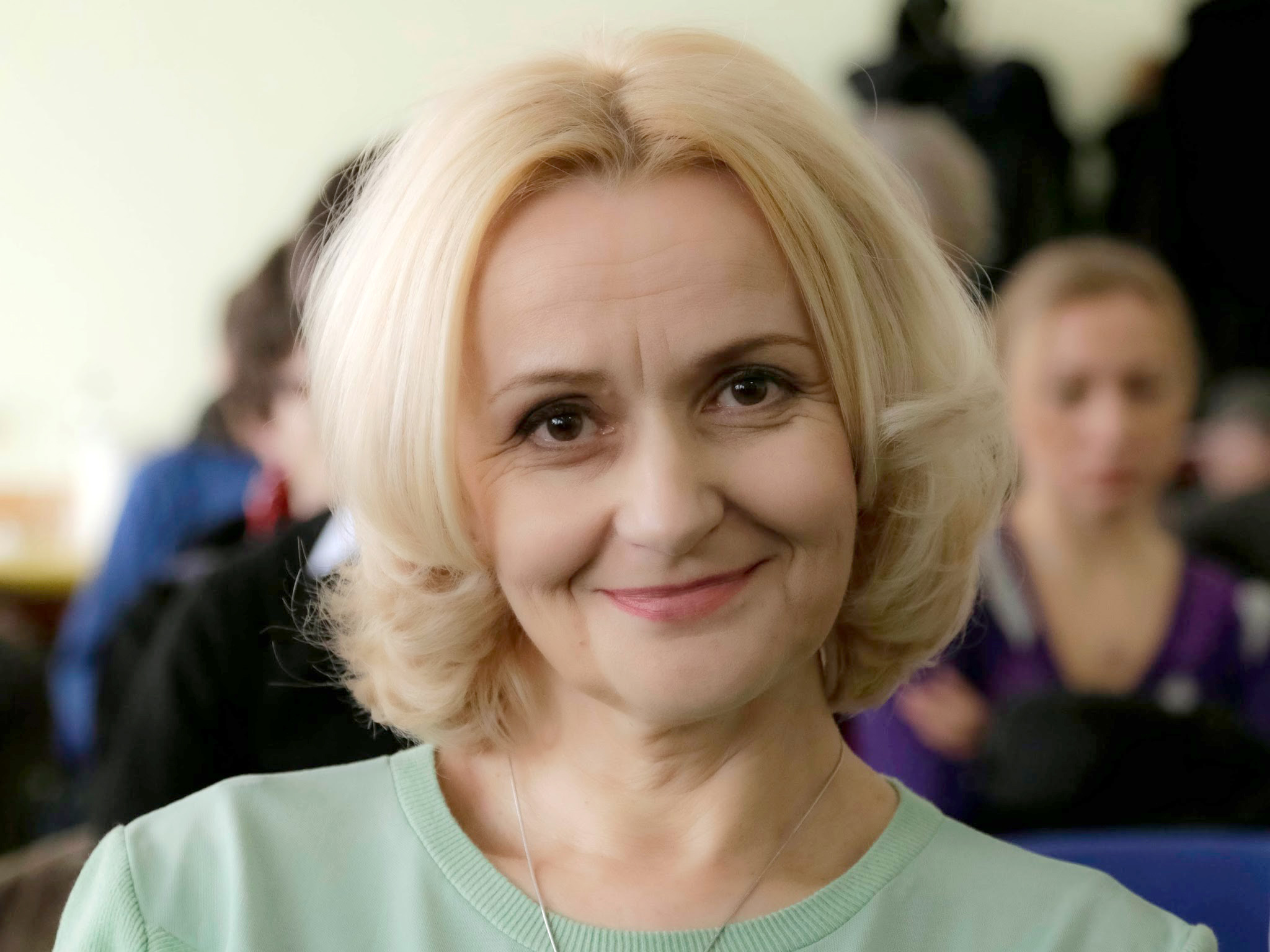
Iryna Farion († 2024)

- 2012: Omar Suleiman, ägyptischer Politiker
- 2013: Bert Trautmann, deutscher Fußballspieler
- 2013: Peter A. Ziegler, Schweizer Geologe
- 2014: Iring Fetscher, deutscher Politologe und Autor
- 2014: James Garner, US-amerikanischer Schauspieler
- 2015: Jörg Kaehler, deutscher Schauspieler und Regisseur
- 2015: Dorothee Fürstenberg, deutsche Opernsängerin (Sopran)
- 2016: Bommi Baumann, deutscher Terrorist und Autor
- 2016: Dimitri, Schweizer Clown
- 2016: Garry Marshall, US-amerikanischer Filmregisseur
- 2017: David E. H. Jones, britischer Chemiker, Autor und Journalist
- 2017: Oswald Kollreider, österreichischer Maler
- 2018: Shinobu Hashimoto, japanischer Drehbuchautor, Filmregisseur und -produzent
- 2018: Denis Ten, kasachischer Eiskunstläufer, Olympiamedaillengewinner
- 2019: Rutger Hauer, niederländischer Schauspieler
- 2019: Ágnes Heller, ungarische Philosophin
- 2020: Cor Fuhler, niederländischer Pianist und Live-Elektroniker
- 2020: Momodou Njie, gambischer Fußballspieler
- 2023: Silvana Lattmann, Schweizer Schriftstellerin italienischer Herkunft
- 2023: Irina Rozowa, litauische Journalistin und Politikerin russischer Herkunft
- 2023: Matthias Zimmer, deutscher Politikwissenschaftler und Politiker
- 2024: Toumani Diabaté, malischer Koraspieler
- 2024ː Iryna Farion, ukrainische Philologin und Politikerin
- 2024ː Sheila Jackson Lee, US-amerikanische Politikerin
- 2024: Ray Reardon, walisischer Snookerspieler, -funktionär und -trainer
- 2025ː Béatrice Uria-Monzon, französische Opernsängerin

## Feier- und Gedenktage
- Kirchliche Gedenktage
  - Jean Marteilhe, französischer Glaubenszeuge (evangelisch)

Weitere Einträge enthält die Liste von Gedenk- und Aktionstagen.